# Австралія на літніх Олімпійських іграх 2016
Австралія на літніх Олімпійських ігор 2016 була представлена 421 спортсменом у 26 видах спорту.

## Нагороди
| Медаль | Спортсмен | Вид спорту                      | Дисципліна                                 | Дата      |
| ------ | --- | ------------------------------- | ------------------------------------------ | --------- |
| Золото | Мак Гортон | Плавання                        | 400 м вільним стилем (чоловіки)            | 6 серпня  |
| Золото | Емма Маккеон Бріттані Елмслі Бронте Кемпбелл Кейт Кемпбелл Медісон Вілсон                                                                                   | Плавання                        | естафета 4x100 м вільним стилем (жінки)    | 6 серпня  |
| Золото | Кетрін Скіннер | Стрільба                        | трап (жінки)                               | 7 серпня  |
| Золото | Ніколь Бек Шарлотта Каслік Емілі Черрі Хлоя Далтон Джемма Етерідж Еллія Грін Шеннон Перрі Іванія Пелайт Алісія Квірк Емма Тонегато Емі Тернер Шарні Вільямс | Регбі-7                         | жінки                                      | 8 серпня  |
| Золото | Кайл Чалмерс | Плавання                        | 100 м вільним стилем (чоловіки)            | 10 серпня |
| Золото | Кім Бреннан | Академічне веслування           | одиночки (жінки)                           | 13 серпня |
| Золото | Том Бертон | Вітрильний спорт                | Лазер                                      | 16 серпня |
| Золото | Хлоя Еспозіто | Сучасне п'ятиборство            | жінки                                      | 19 серпня |
| Срібло | Меделін Гровз | Плавання                        | 200 м батерфляєм (жінки)                   | 10 серпня |
| Срібло | Джессіка Ешвуд Бронті Беррет Темзін Кук Емма Маккеон Ліа Ніл                                                                                                | Плавання                        | естафета 4x200 м вільним стилем (жінки)    | 10 серпня |
| Срібло | Александр Белоногофф Карстен Фостерлінг Кемерон Гірдлстон Джеймс Макрей                                                                                     | Академічне веслування           | парні четвірки (чоловіки)                  | 11 серпня |
| Срібло | Мітч Ларкін | Плавання                        | 200 м на спині (чоловіки)                  | 11 серпня |
| Срібло | Джош Бут Джош Данклі-Сміт Александер Гілл Вілл Локвуд | Академічне веслування           | четвірки (чоловіки)                        | 12 серпня |
| Срібло | Джек Бобрідж Александр Едмондсон Майкл Гепберн Сем Велсфорд Каллум Скотсон                                                                                  | Велоспорт                       | командна гонка переслідування (чоловіки)   | 12 серпня |
| Срібло | Кейт Кемпбелл Бріттані Елмслі Меделін Гровз Емма Маккеон Тейлор Маккіоун Емілі Сібом Медісон Вілсон                                                         | Плавання                        | естафета 4x100 м комплексом (жінки)        | 13 серпня |
| Срібло | Джейсон Вотергаус Ліза Дарманін | Вітрильний спорт                | Накра 17                                   | 18 серпня |
| Срібло | Метью Белчер Вільям Раян | Вітрильний спорт                | 470 (чоловіки)                             | 18 серпня |
| Срібло | Натан Ауттерідж Ієн Дженсен | Вітрильний спорт                | 49er                                       | 18 серпня |
| Срібло | Джаред Таллент | Легка атлетика                  | спортивна ходьба на 50 км (чоловіки)       | 19 серпня |
| Бронза | Алек Поттс Раян Тайєк Тейлор Ворт | Стрільба з лука                 | командна першість (чоловіки)               | 6 серпня  |
| Бронза | Меддісон Кіні Анабель Сміт | Стрибки у воду                  | синхронний трамплін, 3 метри (жінки)       | 7 серпня  |
| Бронза | Джеймс Робертс Кайл Чалмерс Джеймс Магнуссен Кемерон Макевой Метью Абуд                                                                                     | Плавання                        | естафета 4x100 м вільним стилем (чоловіки) | 7 серпня  |
| Бронза | Кріс Бертон Сем Гріффітс Шейн Роуз Стюарт Тінні | Кінний спорт                    | командне триборство                        | 9 серпня  |
| Бронза | Емма Маккеон | Плавання                        | 200 м вільним стилем (жінки)               | 9 серпня  |
| Бронза | Джессіка Фокс | Веслування на байдарках і каное | слалом, байдарки-одиночки (жінки)          | 11 серпня |
| Бронза | Дейн Берд-Сміт | Легка атлетика                  | спортивна ходьба на 20 км (чоловіки)       | 12 серпня |
| Бронза | Анна Мірс | Велоспорт                       | кейрін (жінки)                             | 13 серпня |
| Бронза | Кайл Чалмерс Мітч Ларкін Кемерон Макевой Девід Морган Джейк Паккард                                                                                         | Плавання                        | естафета 4x100 м комплексом (чоловіки)     | 13 серпня |
| Бронза | Лаклан Тейм Кен Воллес | Веслування на байдарках і каное | байдарки-двійки, 1000 м (чоловіки)         | 18 серпня |

## Спортсмени
| Дисципліна                      | Чоловіки | Жінки | Разом |
| ------------------------------- | -------- | ----- | ----- |
| Стрільба з лука                 | 3        | 1     | 4     |
| Легка атлетика                  | 29       | 31    | 60    |
| Бадмінтон                       | 3        | 2     | 5     |
| Баскетбол                       | 12       | 12    | 24    |
| Бокс                            | 2        | 1     | 3     |
| Веслування на байдарках і каное | 12       | 4     | 16    |
| Велоспорт                       | 17       | 14    | 31    |
| Стрибки у воду                  | 4        | 5     | 9     |
| Кінний спорт                    | 7        | 5     | 12    |
| Хокей на траві                  | 16       | 16    | 32    |
| Футбол                          | 0        | 18    | 18    |
| Гольф                           | 2        | 2     | 4     |
| Гімнастика                      | 1        | 2     | 3     |
| Дзюдо                           | 4        | 3     | 7     |
| Сучасне п'ятиборство            | 1        | 1     | 2     |
| Академічне веслування           | 13       | 16    | 29    |
| Регбі-7                         | 12       | 12    | 24    |
| Вітрильний спорт                | 7        | 4     | 11    |
| Стрільба                        | 12       | 6     | 18    |
| Плавання                        | 19       | 20    | 39    |
| Синхронне плавання              | —        | 9     | 9     |
| Настільний теніс                | 3        | 3     | 6     |
| Тхеквондо                       | 2        | 2     | 4     |
| Теніс                           | 5        | 2     | 7     |
| Тріатлон                        | 3        | 3     | 6     |
| Волейбол                        | 0        | 4     | 4     |
| Водне поло                      | 13       | 13    | 26    |
| Важка атлетика                  | 1        | 1     | 2     |
| Боротьба                        | 3        | 0     | 3     |
| Разом                           | 206      | 212   | 418   |

## Стрільба з лука
| Спортсмен                         | Дисципліна                        | Попередній раунд | Попередній раунд | 1/32 фіналу          | 1/16 фіналу            | 1/8 фіналу            | Чвертьфінали        | Півфінали                  | Фінал / БМ         | Фінал / БМ       |
| Спортсмен                         | Дисципліна                        | Результат        | Сіяний           | Суперник Результат   | Суперник Результат     | Суперник Результат    | Суперник Результат  | Суперник Результат         | Суперник Результат | Місце            |
| --------------------------------- | --------------------------------- | ---------------- | ---------------- | -------------------- | ---------------------- | --------------------- | ------------------- | -------------------------- | ------------------ | ---------------- |
| Алек Поттс                        | індивідуальна першість (чоловіки) | 666              | 20               | Олівейра (BRA) L 4–6 | Завершив виступ        | Завершив виступ       | Завершив виступ     | Завершив виступ            | Завершив виступ    | Завершив виступ  |
| Раян Тайєк                        | індивідуальна першість (чоловіки) | 665              | 23               | Рамекерс (BEL) L 2–6 | Завершив виступ        | Завершив виступ       | Завершив виступ     | Завершив виступ            | Завершив виступ    | Завершив виступ  |
| Тейлор Ворт                       | індивідуальна першість (чоловіки) | 674              | 14               | Ель-Немр (EGY) W 6–0 | Малаве (VEN) W 6–4     | Фернандес (ESP) W 7–3 | Ku B-c (KOR) L 5–6  | Завершив виступ            | Завершив виступ    | Завершив виступ  |
| Алек Поттс Раян Тайєк Тейлор Ворт | командна першість (чоловіки)      | 2005             | 4                | Н/Д                  | Н/Д                    | Bye                   | Франція (FRA) W 5–3 | Південна Корея (KOR) L 0–6 | Китай (CHN) W 6–2  | 3                |
| Еліс Інглі                        | індивідуальна першість (жінки)    | 593              | 58               | Боарі (ITA) W 7–1    | dos Santos (BRA) L 0–6 | Завершила виступ      | Завершила виступ    | Завершила виступ           | Завершила виступ   | Завершила виступ |

## Легка атлетика
Легенда
- Note – для трекових дисциплін місце вказане лише для забігу, в якому взяв участь спортсмен
- Q = пройшов у наступне коло напряму
- q = пройшов у наступне коло за добором (для трекових дисциплін - найшвидші часи серед тих, хто не пройшов напряму; для технічних дисциплін - увійшов до визначеної кількості фіналістів за місцем якщо напряму пройшло менше спортсменів, ніж визначена кількість)
- NR = Національний рекорд
- N/A = Коло відсутнє у цій дисципліні
- Bye = спортсменові не потрібно змагатися у цьому колі

Чоловіки
Трекові і шосейні дисципліни
| Спортсмен        | Дисципліна      | Попередній забіг | Попередній забіг | Півфінал        | Півфінал        | Фінал           | Фінал           |
| Спортсмен        | Дисципліна      | Результат        | Місце            | Результат       | Місце           | Результат       | Місце           |
| ---------------- | --------------- | ---------------- | ---------------- | --------------- | --------------- | --------------- | --------------- |
| Алекс Гартманн   | 200 м           | 21.02            | 5                | Завершив виступ | Завершив виступ | Завершив виступ | Завершив виступ |
| Пітер Бол        | 800 м           | 1:49.36          | 6                | Завершив виступ | Завершив виступ | Завершив виступ | Завершив виступ |
| Люк Метьюз       | 800 м           | 1:50.40          | 7                | Завершив виступ | Завершив виступ | Завершив виступ | Завершив виступ |
| Джефрі Різлі     | 800 м           | 1:46.93          | 4                | Завершив виступ | Завершив виступ | Завершив виступ | Завершив виступ |
| Раян Греґсон     | 1500 м          | 3:39.13          | 2 Q              | 3:40.02         | 4 Q             | 3:51.39         | 9               |
| Люк Метьюз       | 1500 м          | 3:44.51          | 12               | Завершив виступ | Завершив виступ | Завершив виступ | Завершив виступ |
| Сем Макенті      | 5000 м          | 13:50.55         | 18               | Н/Д             | Н/Д             | Завершив виступ | Завершив виступ |
| Бретт Робінсон   | 5000 м          | 13:22.81         | 9 q              | Н/Д             | Н/Д             | 13:32.30        | 14              |
| Патрік Тірнан    | 5000 м          | 13:28.48         | 13               | Н/Д             | Н/Д             | Завершив виступ | Завершив виступ |
| Девід Макнілл    | 10000 м         | Н/Д              | Н/Д              | Н/Д             | Н/Д             | 27:51.71        | 16              |
| Бен Сент-Ловренс | 10000 м         | Н/Д              | Н/Д              | Н/Д             | Н/Д             | 28:46.32        | 28              |
| Ліам Адамс       | Марафон         | Н/Д              | Н/Д              | Н/Д             | Н/Д             | 2:16:12         | 31              |
| Майкл Шеллі      | Марафон         | Н/Д              | Н/Д              | Н/Д             | Н/Д             | 2:18:06         | 47              |
| Скотт Весткотт   | Марафон         | Н/Д              | Н/Д              | Н/Д             | Н/Д             | 2:22:19         | 81              |
| Дейн Берд-Сміт   | ходьба на 20 км | Н/Д              | Н/Д              | Н/Д             | Н/Д             | 1:19:37         | 3               |
| Ридіан Ковлі     | ходьба на 20 км | Н/Д              | Н/Д              | Н/Д             | Н/Д             | 1:23:30         | 33              |
| Кріс Ерікссон    | ходьба на 50 км | Н/Д              | Н/Д              | Н/Д             | Н/Д             | 3:48:40         | 9               |
| Брендон Рідінг   | ходьба на 50 км | Н/Д              | Н/Д              | Н/Д             | Н/Д             | 4:13:02         | 39              |
| Джеред Теллент   | ходьба на 50 км | Н/Д              | Н/Д              | Н/Д             | Н/Д             | 3:41:16         | 2               |

Жінки
| Спортсменка                                                | Дисципліна           | Попередній забіг | Попередній забіг | Півфінал         | Півфінал         | Фінал            | Фінал            |
| Спортсменка                                                | Дисципліна           | Результат        | Місце            | Результат        | Місце            | Результат        | Місце            |
| ---------------------------------------------------------- | -------------------- | ---------------- | ---------------- | ---------------- | ---------------- | ---------------- | ---------------- |
| Мелісса Брін                                               | 100 м                | 11.74            | 7                | Завершила виступ | Завершила виступ | Завершила виступ | Завершила виступ |
| Елла Нельсон                                               | 200 м                | 22.66            | 2 Q              | 22.50            | 3                | Завершила виступ | Завершила виступ |
| Морган Мітчелл                                             | 400 м                | 51.30            | 2 Q              | 52.68            | 8                | Завершила виступ | Завершила виступ |
| Аннеліз Рубі                                               | 400 м                | 51.92            | 3 q              | 51.96            | 6                | Завершила виступ | Завершила виступ |
| Сельма Кейджан                                             | 800 м                | 2:05.20          | 7                | Завершила виступ | Завершила виступ | Завершила виступ | Завершила виступ |
| Дженні Бланделл                                            | 1500 м               | 4:09.05          | 8 q              | 4:13.25          | 11               | Завершила виступ | Завершила виступ |
| Зої Бакман                                                 | 1500 м               | 4:06.93          | 6 Q              | 4:06.95          | 9                | Завершила виступ | Завершила виступ |
| Лінден Голл                                                | 1500 м               | 4:11.75          | 4 Q              | 4:05.81          | 8                | Завершила виступ | Завершила виступ |
| Мейделін Гіллс                                             | 5000 м               | 15:21.33         | 6 q              | Н/Д              | Н/Д              | 15:04.05         | 10               |
| Женев'єв Лаказ                                             | 5000 м               | 15:20.45         | 7 q              | Н/Д              | Н/Д              | 15:10.35         | 12               |
| Елоїз Веллінгс                                             | 5000 м               | 15:19.02         | 6 q              | Н/Д              | Н/Д              | 15:01.59         | 9                |
| Елоїз Веллінгс                                             | 10000 м              | Н/Д              | Н/Д              | Н/Д              | Н/Д              | 31:14.94         | 10               |
| Мішель Дженнеке                                            | 100 м з бар'єрами    | 13.26            | 6                | Завершила виступ | Завершила виступ | Завершила виступ | Завершила виступ |
| Лорен Веллс                                                | 400 м з бар'єрами    | 56.26            | 4 q              | 56.83            | 7                | Завершила виступ | Завершила виступ |
| Мейделін Гіллс                                             | 3000 м з перешкодами | 9:24.16          | 5 q              | Н/Д              | Н/Д              | 9:20.38          | 7                |
| Женев'єв Лаказ                                             | 3000 м з перешкодами | 9:26.25          | 2 Q              | Н/Д              | Н/Д              | 9:21.21          | 9                |
| Вікторія Мітчелл                                           | 3000 м з перешкодами | 9:39.40          | 10               | Н/Д              | Н/Д              | Завершила виступ | Завершила виступ |
| Морган Мітчелл Аннеліз Рубі Кейтлін Джонс Джессіка Торнтон | 4×400 м              | 3:25.71          | 4 q              | Н/Д              | Н/Д              | 3:27.45          | 8                |
| Міллі Кларк                                                | Марафон              | Н/Д              | Н/Д              | Н/Д              | Н/Д              | 2:30:53          | 18               |
| Джессіка Тренгоув                                          | Марафон              | Н/Д              | Н/Д              | Н/Д              | Н/Д              | 2:31:44          | 22               |
| Ліза Джейн Вейтман                                         | Марафон              | Н/Д              | Н/Д              | Н/Д              | Н/Д              | 2:34:41          | 31               |
| Таня Голідей                                               | ходьба на 20 км      | Н/Д              | Н/Д              | Н/Д              | Н/Д              | 1:34:22          | 26               |
| Ріган Лембл                                                | ходьба на 20 км      | Н/Д              | Н/Д              | Н/Д              | Н/Д              | 1:30:28          | 9                |
| Рейчел Теллент                                             | ходьба на 20 км      | Н/Д              | Н/Д              | Н/Д              | Н/Д              | 1:37:08          | 40               |

Технічні дисципліни
Чоловіки
| Спортсмен        | Дисципліна         | Кваліфікація       | Кваліфікація | Фінал              | Фінал           |
| Спортсмен        | Дисципліна         | Результат у метрах | Місце        | Результат у метрах | Місце           |
| ---------------- | ------------------ | ------------------ | ------------ | ------------------ | --------------- |
| Генрі Фрейн      | стрибки в довжину  | 8.01               | 6 q          | 8.06               | 7               |
| Фабріс Лап'єр    | стрибки в довжину  | 7.96               | 8 q          | 7.87               | 10              |
| Джоель Баден     | стрибки у висоту   | 2.17               | 41           | Завершив виступ    | Завершив виступ |
| Брендон Старк    | стрибки у висоту   | 2.29               | 11 q         | 2.20               | 15              |
| Кертіс Маршалл   | стрибки з жердиною | 5.60               | 10           | Завершив виступ    | Завершив виступ |
| Демієн Біркінхед | штовхання ядра     | 20.50              | 9 q          | 20.45              | 10              |
| Меттью Денні     | метання диска      | 61.16              | 19           | Завершив виступ    | Завершив виступ |
| Бенн Харрадіне   | метання диска      | 60.85              | 20           | Завершив виступ    | Завершив виступ |
| Геміш Пікок      | метання списа      | 77.91              | 25           | Завершив виступ    | Завершив виступ |
| Джошуа Робінсон  | метання списа      | 80.84              | 13           | Завершив виступ    | Завершив виступ |

Жінки
| Спортсменка       | Дисципліна         | Кваліфікація       | Кваліфікація | Фінал              | Фінал            |
| Спортсменка       | Дисципліна         | Результат у метрах | Місце        | Результат у метрах | Місце            |
| ----------------- | ------------------ | ------------------ | ------------ | ------------------ | ---------------- |
| Челсі Єнш         | стрибки в довжину  | 6.41               | 17           | Завершила виступ   | Завершила виступ |
| Брук Страттон     | стрибки в довжину  | 6.56               | 9 q          | 6.74               | 7                |
| Елеанор Паттерсон | стрибки у висоту   | 1.89               | =22          | Завершила виступ   | Завершила виступ |
| Алана Бойд        | стрибки з жердиною | 4.55               | 8 q          | 4.80               | 4                |
| Дені Стівенс      | метання диска      | 64.46              | 4 Q          | 64.90              | 4                |
| Кімберлі Мікл     | метання списа      | 57.20              | 22           | Завершила виступ   | Завершила виступ |
| Кетрін Мітчелл    | метання списа      | 61.63              | 12 q         | 64.36              | 6                |
| Келсі-Лі Барбер   | метання списа      | 55.25              | 28           | Завершила виступ   | Завершила виступ |

Комбіновані дисципліни – десятиборство (чоловіки)
| Спортсмен     | Дисципліна | 100 m | LJ   | SP    | HJ   | 400 m | 110H  | DT    | PV   | JT    | 1500 m  | Final | Місце |
| ------------- | ---------- | ----- | ---- | ----- | ---- | ----- | ----- | ----- | ---- | ----- | ------- | ----- | ----- |
| Седрік Даблер | Результат  | 10.86 | 7.47 | 11.49 | 2.13 | 48.18 | 14.30 | 38.89 | 4.90 | 51.82 | 4:32.12 | 8024  | 14    |
| Седрік Даблер | Очки       | 892   | 927  | 575   | 925  | 900   | 936   | 642   | 880  | 616   | 731     | 8024  | 14    |

## Бадмінтон
| Спортсмен                  | Дисципліна               | Груповий етап                            | Груповий етап                            | Груповий етап                             | Груповий етап | Вибування          | Чвертьфінал        | Півфінал           | Фінал / БМ         | Фінал / БМ       |
| Спортсмен                  | Дисципліна               | Суперник Результат                       | Суперник Результат                       | Суперник Результат                        | Місце         | Суперник Результат | Суперник Результат | Суперник Результат | Суперник Результат | Місце            |
| -------------------------- | ------------------------ | ---------------------------------------- | ---------------------------------------- | ----------------------------------------- | ------------- | ------------------ | ------------------ | ------------------ | ------------------ | ---------------- |
| Меттью Чау Саван Серасіньє | Парний розряд (чоловіки) | Lee Y-d / Yoo Y-s (KOR) L (14–21, 16–21) | Іванов / Sozonov (RUS) L (16–21, 16–21)  | Lee S-m / Tsai C-h (TPE) L (14–21, 19–21) | 4             | Н/Д                | Завершив виступ    | Завершив виступ    | Завершив виступ    | Завершив виступ  |
| Чжень Сюаньюй              | одиночний розряд (жінки) | Буранапрасертсук (THA) L (14–21, 15–21)  | Foo Kune (MRI) L (16–21, 19–21)          | Н/Д                                       | 3             | Завершила виступ   | Завершила виступ   | Завершила виступ   | Завершила виступ   | Завершила виступ |
| Робін Міддлтон Леанне Чу   | Змішаний парний розряд   | Ахмад / Натсір (INA) L (7–21, 8–21)      | Чань П С / Го Л Ї (MAS) L (17–21, 15–21) | Іссара / Амітрапай (THA) L (13–21, 18–21) | 4             | Н/Д                | Завершив виступ    | Завершив виступ    | Завершив виступ    | Завершив виступ  |

## Баскетбол

### Чоловічий турнір
Склад команди
Нижче наведено склад збірної Австралії в турнірі з баскетболу на літніх Олімпійських іграх 2016.
Груповий етап
| Команда   | І | В | П | З   | П   | РМ   | О  |
| --------- | - | - | - | --- | --- | ---- | -- |
| США       | 5 | 5 | 0 | 524 | 407 | +117 | 10 |
| Австралія | 5 | 4 | 1 | 444 | 368 | +76  | 9  |
| Франція   | 5 | 3 | 2 | 423 | 378 | +45  | 8  |
| Сербія    | 5 | 2 | 3 | 426 | 387 | +39  | 7  |
| Венесуела | 5 | 1 | 4 | 315 | 444 | -129 | 6  |
| КНР       | 5 | 0 | 5 | 318 | 466 | −148 | 5  |

| 6 серпня 2016 14:15 | Протокол | Австралія                                        | 87–66 | Франція                                           |  | Арена Каріока 1, Ріо-де-Жанейро Глядачів: 8719 |
| 6 серпня 2016 14:15 | Протокол | Рахунок за чвертями: 20–14, 16–19, 25–15, 26–16  |       |                                                   |  | Арена Каріока 1, Ріо-де-Жанейро Глядачів: 8719 |
| 6 серпня 2016 14:15 | Протокол | Очки: Міллс 21 Підб.: Бейнс 8 РП: Деллаведова 10 |       | Очки: Паркер 18 Підб.: Гобер 6 РП: Діао, Ертель 3 |  | Арена Каріока 1, Ріо-де-Жанейро Глядачів: 8719 |

| 8 серпня 2016 14:15 | Протокол | Сербія                                                | 80–95 | Австралія                                         |  | Арена Каріока 1, Ріо-де-Жанейро Глядачів: 5409 |
| 8 серпня 2016 14:15 | Протокол | Рахунок за чвертями: 23-26, 20-14, 20-22, 17-33       |       |                                                   |  | Арена Каріока 1, Ріо-де-Жанейро Глядачів: 5409 |
| 8 серпня 2016 14:15 | Протокол | Очки: Радульйца 25 Підб.: Богданович 8 РП: Маркович 4 |       | Очки: Міллс 26 Підб.: Богут 12 РП: Деллаведова 13 |  | Арена Каріока 1, Ріо-де-Жанейро Глядачів: 5409 |

| 10 серпня 2016 19:00 | Протокол | Австралія                                              | 88–98 | США                                                  |  | Арена Каріока 1, Ріо-де-Жанейро Глядачів: 10957 |
| 10 серпня 2016 19:00 | Протокол | Рахунок за чвертями: 29–29, 25–20, 13–21, 21–28        |       |                                                      |  | Арена Каріока 1, Ріо-де-Жанейро Глядачів: 10957 |
| 10 серпня 2016 19:00 | Протокол | Очки: Міллс 30 Підб.: Деллаведова 6 РП: Деллаведова 11 |       | Очки: Ентоні 31 Підб.: Ентоні, Казінс 8 РП: Ірвінг 5 |  | Арена Каріока 1, Ріо-де-Жанейро Глядачів: 10957 |

| 12 серпня 2016 14:15 | Протокол | КНР                                                | 68–93 | Австралія                                             |  | Арена Каріока 1, Ріо-де-Жанейро Глядачів: 7704 |
| 12 серпня 2016 14:15 | Протокол | Рахунок за чвертями: 14–17, 20–27, 16–21, 18–28    |       |                                                       |  | Арена Каріока 1, Ріо-де-Жанейро Глядачів: 7704 |
| 12 серпня 2016 14:15 | Протокол | Очки: Ї Цзяньлянь 20 Підб.: Ї Цзяньлянь 9 РП: Го 5 |       | Очки: Бейрстоу 17 Підб.: Бейрстоу 9 РП: Деллаведова 8 |  | Арена Каріока 1, Ріо-де-Жанейро Глядачів: 7704 |

| 14 серпня 2016 19:00 | Протокол | Австралія                                       | 81–56 | Венесуела                                         |  | Арена Каріока 1, Ріо-де-Жанейро Глядачів: 9459 |
| 14 серпня 2016 19:00 | Протокол | Рахунок за чвертями: 16–6, 16–19, 21–18, 28–13  |       |                                                   |  | Арена Каріока 1, Ріо-де-Жанейро Глядачів: 9459 |
| 14 серпня 2016 19:00 | Протокол | Очки: Голдінг 22 Підб.: Брокгофф 8 РП: Мартін 4 |       | Очки: Перес 12 Підб.: Варгас, Руїс 4 РП: Варгас 7 |  | Арена Каріока 1, Ріо-де-Жанейро Глядачів: 9459 |

Чвертьфінал
| 17 серпня 2016 11:00 | Протокол | Австралія                                       | 90–64 | Литва                                                               |  | Молодіжна арена Глядачів: 9 348 |
| 17 серпня 2016 11:00 | Протокол | Рахунок за чвертями: 26–17, 22–13, 22–13, 20–21 |       |                                                                     |  | Молодіжна арена Глядачів: 9 348 |
| 17 серпня 2016 11:00 | Протокол | Очки: Міллс 24 Підб.: Богут 7 РП: Богут 6       |       | Очки: Калнієтіс, Каваляускас 12 Підб.: Валанчюнас 8 РП: Калнієтіс 5 |  | Молодіжна арена Глядачів: 9 348 |

Півфінал
| 19 серпня 2016 19:00 | Протокол | Австралія                                           | 61–87 | Сербія                                           |  | Молодіжна арена Глядачів: 9 655 |
| 19 серпня 2016 19:00 | Протокол | Рахунок за чвертями: 5–16, 9–19, 24–31, 23–21       |       |                                                  |  | Молодіжна арена Глядачів: 9 655 |
| 19 серпня 2016 19:00 | Протокол | Очки: Міллс, Мотум 13 Підб.: Бейнс 8 РП: Брокгофф 4 |       | Очки: Теодосич 22 Підб.: Йокич 11 РП: Теодосич 5 |  | Молодіжна арена Глядачів: 9 655 |

Матч за бронзову медаль
| 21 серпня 2016 11:30 | Протокол | Австралія                                             | 88–89 | Іспанія                                         |  | Молодіжна арена Глядачів: 9 449 |
| 21 серпня 2016 11:30 | Протокол | Рахунок за чвертями: 17–23, 21–17, 26–27, 24–22       |       |                                                 |  | Молодіжна арена Глядачів: 9 449 |
| 21 серпня 2016 11:30 | Протокол | Очки: Міллс 30 Підб.: Лісч, Мотум 6 РП: Деллаведова 8 |       | Очки: Газоль 31 Підб.: Газоль 11 РП: Родрігес 5 |  | Молодіжна арена Глядачів: 9 449 |

### Жіночий турнір
Склад команди
Нижче наведено склад збірної Австралії в турнірі з баскетболу на літніх Олімпійських іграх 2016.
Груповий етап
| Команда   | І | В | П | З   | П   | РМ  | О  |
| --------- | - | - | - | --- | --- | --- | -- |
| Австралія | 5 | 5 | 0 | 400 | 345 | +55 | 10 |
| Франція   | 5 | 3 | 2 | 344 | 343 | +1  | 8  |
| Туреччина | 5 | 3 | 2 | 324 | 325 | -1  | 8  |
| Японія    | 5 | 3 | 2 | 386 | 378 | +8  | 8  |
| Білорусь  | 5 | 1 | 4 | 347 | 361 | -14 | 6  |
| Бразилія  | 5 | 0 | 5 | 335 | 384 | -49 | 5  |

| 6 серпня 2016 17:30 | Протокол | Бразилія                                                | 66–84 | Австралія                                        |  | Молодіжна арена Глядачів: 2368 |
| 6 серпня 2016 17:30 | Протокол | Рахунок за чвертями: 24–14, 15–21, 14–22, 13–27         |       |                                                  |  | Молодіжна арена Глядачів: 2368 |
| 6 серпня 2016 17:30 | Протокол | Очки: Кастро Маркеш 25 Підб.: дус Сантус 13 РП: Пінту 7 |       | Очки: Кембідж 20 Підб.: Кембідж 14 РП: Мітчелл 6 |  | Молодіжна арена Глядачів: 2368 |

| 7 серпня 2016 17:30 | Протокол | Австралія                                            | 61–56 | Туреччина                                        |  | Молодіжна арена Глядачів: 1853 |
| 7 серпня 2016 17:30 | Протокол | Рахунок за чвертями: 12-15, 14-14, 17-12, 18-15      |       |                                                  |  | Молодіжна арена Глядачів: 1853 |
| 7 серпня 2016 17:30 | Протокол | Очки: Кембідж 22 Підб.: Кембідж 11 РП: 3 гравці по 3 |       | Очки: Сендерс 25 Підб.: Сендерс 7 РП: Вардарлі 7 |  | Молодіжна арена Глядачів: 1853 |

| 9 серпня 2016 12:15 | Протокол | Австралія                                       | 89–71 | Франція                                     |  | Молодіжна арена Глядачів: 1481 |
| 9 серпня 2016 12:15 | Протокол | Рахунок за чвертями: 21–19, 25–10, 23–21, 20–21 |       |                                             |  | Молодіжна арена Глядачів: 1481 |
| 9 серпня 2016 12:15 | Протокол | Очки: Тейлор 31 Підб.: Кембідж 7 РП: Тейлор 9   |       | Очки: Епупа 15 Підб.: Епупа 7 РП: Будерра 4 |  | Молодіжна арена Глядачів: 1481 |

| 11 серпня 2016 17:45 | Протокол | Японія                                                      | 86–92 | Австралія                                                |  | Молодіжна арена Глядачів: 3315 |
| 11 серпня 2016 17:45 | Протокол | Рахунок за чвертями: 24–23, 26–25, 21–11, 15–33             |       |                                                          |  | Молодіжна арена Глядачів: 3315 |
| 11 серпня 2016 17:45 | Протокол | Очки: Токашикі 23 Підб.: Куріхара, Токашикі 7 РП: Йосіда 11 |       | Очки: Кембідж 37 Підб.: Кембідж 10 РП: Мітчелл, Тейлор 7 |  | Молодіжна арена Глядачів: 3315 |

| 13 серпня 2016 12:15 | Протокол | Австралія                                      | 74–66 | Білорусь                                                      |  | Молодіжна арена Глядачів: 3081 |
| 13 серпня 2016 12:15 | Протокол | Рахунок за чвертями: 22–25, 14–14, 16–20, 22–7 |       |                                                               |  | Молодіжна арена Глядачів: 3081 |
| 13 серпня 2016 12:15 | Протокол | Очки: Кембідж 17 Підб.: Кембідж 9 РП: Лавей 6  |       | Очки: Гардінг 16 Підб.: Левченко 7 РП: Ліхтарович, Левченко 4 |  | Молодіжна арена Глядачів: 3081 |

Чвертьфінал
| 16 серпня 2016 11:00 | Протокол | Австралія                                       | 71–73 | Сербія                                                  |  | Молодіжна арена Глядачів: 5630 |
| 16 серпня 2016 11:00 | Протокол | Рахунок за чвертями: 20–20, 17–15, 15–16, 19–22 |       |                                                         |  | Молодіжна арена Глядачів: 5630 |
| 16 серпня 2016 11:00 | Протокол | Очки: Кембідж 29 Підб.: Кембідж 11 РП: Тейлор 9 |       | Очки: А. Дабович 24 Підб.: 4 гравці по 4 РП: Петрович 5 |  | Молодіжна арена Глядачів: 5630 |

## Бокс
| Спортсмен     | Категорія           | 1/16 фіналу            | 1/8 фіналу               | Чвертьфінали       | Півфінали          | Фінал              | Фінал            |
| Спортсмен     | Категорія           | Суперник Результат     | Суперник Результат       | Суперник Результат | Суперник Результат | Суперник Результат | Місце            |
| ------------- | ------------------- | ---------------------- | ------------------------ | ------------------ | ------------------ | ------------------ | ---------------- |
| Деніел Льюїс  | до 75 кг (чоловіки) | Яблонський (POL) W 2–1 | Мелікузієв (UZB) 0 L 0–3 | Завершив виступ    | Завершив виступ    | Завершив виступ    | Завершив виступ  |
| Джейсон Вотлі | до 91 кг (чоловіки) | Ногейра (BRA) L 0–3    | Завершив виступ          | Завершив виступ    | Завершив виступ    | Завершив виступ    | Завершив виступ  |
| Шеллі Ваттс   | до 60 кг (жінки)    | Н/Д                    | Теста (ITA) L 1–2        | Завершила виступ   | Завершила виступ   | Завершила виступ   | Завершила виступ |

## Веслування на байдарках і каное

### Слалом
| Спортсмен      | Дисципліна   | Попередній раунд | Попередній раунд | Попередній раунд | Попередній раунд | Попередній раунд | Попередній раунд | Півфінал        | Півфінал        | Фінал           | Фінал           |
| Спортсмен      | Дисципліна   | Заплив 1         | Місце            | Заплив 2         | Місце            | Кращий           | Місце            | Час             | Місце           | Час             | Місце           |
| -------------- | ------------ | ---------------- | ---------------- | ---------------- | ---------------- | ---------------- | ---------------- | --------------- | --------------- | --------------- | --------------- |
| Ієн Борровс    | чоловіки К-1 | 97.40            | 5                | 151.77           | 17               | 97.40            | 9 Q              | 101.32          | 11              | Завершив виступ | Завершив виступ |
| Люсьєн Дельфур | чоловіки Б-1 | 94.30            | 13               | 138.72           | 21               | 94.30            | 17               | Завершив виступ | Завершив виступ | Завершив виступ | Завершив виступ |
| Jessica Fox    | жінки Б-1    | 107.88           | 8                | 99.51            | 2                | 99.51            | 2 Q              | 104.50          | 5 Q             | 102.49          | 3               |

### Спринт
Чоловіки
| Спортсмен                                             | Дисципліна | Заїзди   | Заїзди | Півфінали       | Півфінали       | Фінал           | Фінал           |
| Спортсмен                                             | Дисципліна | Час      | Місце  | Час             | Місце           | Час             | Місце           |
| ----------------------------------------------------- | ---------- | -------- | ------ | --------------- | --------------- | --------------- | --------------- |
| Ференц Сексарді                                       | К-1 200 м  | 44.292   | 6      | Завершив виступ | Завершив виступ | Завершив виступ | Завершив виступ |
| Мартін Марінов                                        | К-1 1000 м | 4:33.166 | 5 Q    | 4:24.723        | 7 FB            | 4:15.524        | 15              |
| Мартін Марінов Ференц Сексарді                        | К-2 1000 м | 4:07.372 | 4 Q    | 4:13.754        | 5 FB            | 4:10.238        | 10              |
| Стівен Берд                                           | Б-1 200 м  | 34.650   | 2 Q    | 34.584          | 2 FA            | 36.426          | 8               |
| Маррей Стюарт                                         | Б-1 1000 м | 3:36.210 | 2 Q    | 3:32.602        | 1 FA            | 3:33.741        | 4               |
| Деніел Бовкер Джордан Вуд                             | Б-2 200 м  | 34.246   | 6 Q    | 34.845          | 6 FB            | 35.33           | 11              |
| Лаклан Тейм Ken Wallace                               | Б-2 1000 м | 3:23.019 | 2 Q    | 3:16.635        | 1 FA            | 3:12.59         | 3               |
| Джекоб Клір Райлі Фітцсіммонс Джордан Вуд Ken Wallace | Б-4 1000 м | 2:55.666 | 3 Q    | 2:58.222        | 1 FA            | 3:06.731        | 4               |

Жінки
| Спортсменка              | Дисципліна | Заїзди   | Заїзди | Півфінали | Півфінали | Фінал            | Фінал            |
| Спортсменка              | Дисципліна | Час      | Місце  | Час       | Місце     | Час              | Місце            |
| ------------------------ | ---------- | -------- | ------ | --------- | --------- | ---------------- | ---------------- |
| Наомі Флад               | Б-1 500 м  | 1:54.150 | 6 Q    | 2:01.910  | 6         | Завершила виступ | Завершила виступ |
| Алісса Булл Еліс Бернетт | Б-2 500 м  | 1:46.933 | 7 Q    | 1:44.290  | 3 FA      | 1:51.915         | 8                |

Пояснення до кваліфікації: FA = Кваліфікувались до фіналу A (за медалі); FB = Кваліфікувались до фіналу B (не за медалі)

## Велоспорт

### Шосе
Чоловіки
| Спортсмен    | Дисципліна      | Час           | Місце         |
| ------------ | --------------- | ------------- | ------------- |
| Скотт Бовден | Групова гонка   | Не фінішував  | Не фінішував  |
| Саймон Кларк | Групова гонка   | 6:16:17       | 25            |
| Роан Денніс  | Групова гонка   | Не фінішував  | Не фінішував  |
| Роан Денніс  | Роздільна гонка | 1:13:25.66    | 5             |
| Річі Порт    | Групова гонка   | Не фінішував  | Не фінішував  |
| Річі Порт    | Роздільна гонка | Did not start | Did not start |

Жінки
| Спортсменка   | Дисципліна      | Час           | Місце         |
| ------------- | --------------- | ------------- | ------------- |
| Грейсі Елвін  | Групова гонка   | 4:03:01       | 49            |
| Кетрін Гарфут | Групова гонка   | Не фінішувала | Не фінішувала |
| Кетрін Гарфут | Роздільна гонка | 45:35.03      | 9             |
| Рейчел Нейлан | Групова гонка   | 3:56:34       | 22            |
| Аманда Спретт | Групова гонка   | 3:55:36       | 15            |

### Трек
Спринт
| Спортсмен       | Дисципліна        | Кваліфікація           | Кваліфікація | Раунд 1                         | Втішний поєдинок 1                                | Раунд 2                         | Втішний поєдинок 2                       | Чвертьфінали                    | Півфінали                       | Фінал                                                        | Фінал           |
| Спортсмен       | Дисципліна        | Час Швидкість (км/год) | Місце        | Суперник Час Швидкість (км/год) | Суперник Час Швидкість (км/год)                   | Суперник Час Швидкість (км/год) | Суперник Час Швидкість (км/год)          | Суперник Час Швидкість (км/год) | Суперник Час Швидкість (км/год) | Суперник Час Швидкість (км/год)                              | Місце           |
| --------------- | ----------------- | ---------------------- | ------------ | ------------------------------- | ------------------------------------------------- | ------------------------------- | ---------------------------------------- | ------------------------------- | ------------------------------- | ------------------------------------------------------------ | --------------- |
| Патрік Констебл | спринт (чоловіки) | 10.010 71.928          | 17 Q         | Скіннер (GBR) L                 | Желінський (POL) Келемен (CZE) W 10.363 69.477    | Скіннер (GBR) L                 | Леві (GER) Хогланд (NED) W 10.456 68.859 | Кенні (GBR) L, L                | Завершив виступ                 | поєдинок за 5-те місце Айлерс (GER) Сюй Ч (CHN) Боже (FRA) L | 8               |
| Метью Ґлетцер   | спринт (чоловіки) | 9.704 74.196           | 3 Q          | Пуерта (COL) W 10.299 69.909    | Bye                                               | Леві (GER) W 10.166 70.824      | Bye                                      | Айлерс (GER) W 10.456, W 10.401 | Скіннер (GBR) L, L              | Дмітрієв (RUS) L, L                                          | 4               |
| Анна Мірс       | спринт (жінки)    | 10.947 65.771          | 9 Q          | Krupeckaitė (LTU) L             | Ісмаїлова (AZE) van Riessen (NED) W 11.716 61.454 | Хвейші (HKG) L                  | Zhong Ts (CHN) Вельте (GER) L            | Завершила виступ                | Завершила виступ                | 9th place final Куефф (FRA) Хансен (NZL) Вельте (GER) L      | 10              |
| Стефані Мортон  | спринт (жінки)    | 10.875 66.206          | 8 Q          | Войнова (RUS) L                 | Куефф (FRA) Gong Jj (CHN) L                       | Завершив виступ                 | Завершив виступ                          | Завершив виступ                 | Завершив виступ                 | Завершив виступ                                              | Завершив виступ |

Командна першість sprint
| Спортсмен                                | Дисципліна                  | Кваліфікація           | Кваліфікація | Півфінали                        | Півфінали | Фінал                           | Фінал |
| Спортсмен                                | Дисципліна                  | Час Швидкість (км/год) | Місце        | Суперник Час Швидкість (км/год)  | Місце     | Суперник Час Швидкість (км/год) | Місце |
| ---------------------------------------- | --------------------------- | ---------------------- | ------------ | -------------------------------- | --------- | ------------------------------- | ----- |
| Патрік Констебл Метью Ґлетцер Натан Гарт | командний спринт (чоловіки) | 43.158 62.560          | 3 Q          | Нідерланди (NED) W 43.166 62.549 | 4 FB      | Франція (FRA) L 43.298 62.358   | 4     |
| Анна Мірс Стефані Мортон                 | командний спринт (жінки)    | 32.881 54.742          | 4 Q          | Нідерланди (NED) W 32.636 55.153 | 3 FB      | Німеччина (GER) L 32.658 55.116 | 4     |

Qualification legend: FA=Фінал за золоту медаль; FB=Фінал за бронзову медаль
Переслідування
| Спортсмен                                                                  | Дисципліна                               | Кваліфікація | Кваліфікація | Півфінали            | Півфінали | Фінал                          | Фінал |
| Спортсмен                                                                  | Дисципліна                               | Час          | Місце        | Opponent Результати  | Місце     | Opponent Результати            | Місце |
| -------------------------------------------------------------------------- | ---------------------------------------- | ------------ | ------------ | -------------------- | --------- | ------------------------------ | ----- |
| Джек Бобрідж Александр Едмондсон Майкл Гепберн Каллум Скотсон Сем Велсфорд | командна гонка переслідування (чоловіки) | 3:55.606     | 3 Q          | Данія (DEN) 3:53.429 | 2         | Велика Британія (GBR) 3:51.008 | 2     |
| Ешлі Анкудінов Джорджія Бейкер Емі Кюр Аннетт Едмондсон Мелісса Госкінс    | командна гонка переслідування (жінки)    | 4:19.059     | 3 Q          | США (USA) 4:12.282   | 5         | Італія (ITA) 4:21.232          | 5     |

Кейрін
| Спортсмен       | Дисципліна        | Перший раунд | Втішний поєдинок | Другий раунд    | Final           |
| Спортсмен       | Дисципліна        | Місце        | Місце            | Місце           | Місце           |
| --------------- | ----------------- | ------------ | ---------------- | --------------- | --------------- |
| Патрік Констебл | Кейрін (чоловіки) | 5 R          | 5                | Завершив виступ | Завершив виступ |
| Метью Ґлетцер   | Кейрін (чоловіки) | 2 Q          | Bye              | 4               | 10              |
| Анна Мірс       | кейрін (жінки)    | 2 Q          | Bye              | 1 Q             | 3               |
| Стефані Мортон  | кейрін (жінки)    | 5 R          | 2                | Завершив виступ | Завершив виступ |

Омніум
| Спортсмен        | Дисципліна        | Скретч | Скретч | Індивідуальна гонка переслідування | Індивідуальна гонка переслідування | Індивідуальна гонка переслідування | Гонка на вибування | Гонка на вибування | Гіт з місця на 1 км | Гіт з місця на 1 км | Гіт з місця на 1 км | Гіт з ходу на 250 м | Гіт з ходу на 250 м | Гіт з ходу на 250 м | Гонка за очками | Гонка за очками | Загалом очок | Місце |
| Спортсмен        | Дисципліна        | Місце  | Очки   | Час                                | Місце                              | Очки                               | Місце              | Очки               | Час                 | Місце               | Очки                | Час                 | Місце               | Очки                | Очки            | Місце           | Загалом очок | Місце |
| ---------------- | ----------------- | ------ | ------ | ---------------------------------- | ---------------------------------- | ---------------------------------- | ------------------ | ------------------ | ------------------- | ------------------- | ------------------- | ------------------- | ------------------- | ------------------- | --------------- | --------------- | ------------ | ----- |
| Гленн О'Ші       | омніум (чоловіки) | 4      | 34     | 4:28.350                           | 11                                 | 20                                 | 10                 | 22                 | 1:02.332            | 2                   | 38                  | 13.053              | 6                   | 30                  | 0               | 14              | 144          | 7     |
| Аннетт Едмондсон | омніум (жінки)    | 6      | 30     | 3:33.818                           | 7                                  | 28                                 | 5                  | 32                 | 34.938              | 1                   | 40                  | 13.878              | 2                   | 38                  | 0               | 16              | 168          | 8     |

### Маунтінбайк
| Спортсмен         | Дисципліна             | Час          | Місце |
| ----------------- | ---------------------- | ------------ | ----- |
| Скотт Бовден      | маунтінбайк (чоловіки) | LAP (1 lap)  | 36    |
| Деніел МакКоннелл | маунтінбайк (чоловіки) | 1:38:42      | 16    |
| Ребекка Гендерсон | маунтінбайк (жінки)    | LAP (2 laps) | 25    |

### BMX
| Спортсмен        | Дисципліна     | Кваліфікація | Кваліфікація | Чвертьфінал | Чвертьфінал | Півфінал        | Півфінал        | Фінал            | Фінал            |
| Спортсмен        | Дисципліна     | Результат    | Місце        | Очки        | Місце       | Очки            | Місце           | Результат        | Місце            |
| ---------------- | -------------- | ------------ | ------------ | ----------- | ----------- | --------------- | --------------- | ---------------- | ---------------- |
| Ентоні Дін       | BMX (чоловіки) | 35.44        | 20           | 4           | 1 Q         | 3               | 1 Q             | DNF              | 8                |
| Боді Тернер      | BMX (чоловіки) | 35.33        | 12           | 18          | 5           | Завершив виступ | Завершив виступ | Завершив виступ  | Завершив виступ  |
| Сем Віллоубі     | BMX (чоловіки) | 34.71        | 2            | 3           | 1 Q         | 3               | 1 Q             | 36.303           | 6                |
| Каролін Б'юкенен | BMX (жінки)    | 34.75        | 2            | Н/Д         | Н/Д         | 13              | 5               | Завершила виступ | Завершила виступ |
| Лорен Рейнольдс  | BMX (жінки)    | 35.66        | 10           | Н/Д         | Н/Д         | 17              | 6               | Завершив виступ  | Завершив виступ  |

## Стрибки у воду
Чоловіки
| Спортсмен      | Дисципліна        | Попередні змагання | Попередні змагання | Півфінали       | Півфінали       | Фінал           | Фінал           |
| Спортсмен      | Дисципліна        | Очки               | Місце              | Очки            | Місце           | Очки            | Місце           |
| -------------- | ----------------- | ------------------ | ------------------ | --------------- | --------------- | --------------- | --------------- |
| Кевін Чавез    | трамплін, 3 метри | 356.55             | 26                 | Завершив виступ | Завершив виступ | Завершив виступ | Завершив виступ |
| Грант Нел      | трамплін, 3 метри | 395.05             | 16 Q               | 368.35          | 15              | Завершив виступ | Завершив виступ |
| Домонік Бедгуд | вишка, 10 метрів  | 413.85             | 17 Q               | 454.95          | 11 Q            | 403.80          | 12              |
| Джеймс Коннор  | вишка, 10 метрів  | 457.05             | 9 Q                | 419.10          | 15              | Завершив виступ | Завершив виступ |

Жінки
| Спортсменка                | Дисципліна                   | Попередні змагання | Попередні змагання | Півфінали | Півфінали | Фінал            | Фінал            |
| Спортсменка                | Дисципліна                   | Очки               | Місце              | Очки      | Місце     | Очки             | Місце            |
| -------------------------- | ---------------------------- | ------------------ | ------------------ | --------- | --------- | ---------------- | ---------------- |
| Меддісон Кіні              | трамплін, 3 метри            | 323.35             | 8 Q                | 326.35    | 4 Q       | 349.65           | 5                |
| Естер Цінь                 | трамплін, 3 метри            | 347.25             | 5 Q                | 315.65    | 10 Q      | 344.10           | 6                |
| Бріттані О'Браєн           | вишка, 10 метрів             | 290.30             | 17 Q               | 300.05    | 15        | Завершила виступ | Завершила виступ |
| Мелісса Ву                 | вишка, 10 метрів             | 342.80             | 4 Q                | 346.00    | 4 Q       | 368.30           | 5                |
| Меддісон Кіні Анабель Сміт | Синхронний трамплін, 3 метри | Н/Д                | Н/Д                | Н/Д       | Н/Д       | 299.19           | 3                |

## Кінний спорт

### Виїздка
| Спортсмен                                        | Кінь          | Дисципліна    | Grand Prix | Grand Prix | Grand Prix Special | Grand Prix Special | Grand Prix Freestyle | Grand Prix Freestyle | Загалом   | Загалом |
| Спортсмен                                        | Кінь          | Дисципліна    | Результат  | Місце      | Результат          | Місце              | Результат            | Місце                | Результат | Місце   |
| ------------------------------------------------ | ------------- | ------------- | ---------- | ---------- | ------------------ | ------------------ | -------------------- | -------------------- | --------- | ------- |
| Мері Ганна                                       | Boogie Woogie | Індивідуальні | 69.643     | 39         | Завершив виступ    | Завершив виступ    | Завершив виступ      | Завершив виступ      | 69.643    | 39      |
| Сюзанн Херн                                      | Remmington    | Індивідуальні | 65.343     | 54         | Завершив виступ    | Завершив виступ    | Завершив виступ      | Завершив виступ      | 65.343    | 54      |
| Крісті Оутлі                                     | Du Soleil     | Індивідуальні | 68.900     | 42         | Завершив виступ    | Завершив виступ    | Завершив виступ      | Завершив виступ      | 68.900    | 42      |
| Ліндал Оутлі                                     | Sandro Boy    | Індивідуальні | 70.186     | 36         | Завершив виступ    | Завершив виступ    | Завершив виступ      | Завершив виступ      | 70.186    | 36      |
| Мері Ганна Сюзанн Херн Крісті Оутлі Ліндал Оутлі | Див. вище     | Команда       | 69.576     | 9          | Завершив виступ    | Завершив виступ    | Н/Д                  | Н/Д                  | 69.576    | 9       |

### Триборство
| Спортсмен                                       | Кінь             | Дисципліна    | Виїздка      | Виїздка | Крос         | Крос       | Крос       | Конкур          | Конкур          | Конкур          | Конкур          | Конкур          | Конкур          | Загалом         | Загалом         |
| Спортсмен                                       | Кінь             | Дисципліна    | Виїздка      | Виїздка | Крос         | Крос       | Крос       | Кваліфікація    | Кваліфікація    | Кваліфікація    | Фінал           | Фінал           | Фінал           | Загалом         | Загалом         |
| Спортсмен                                       | Кінь             | Дисципліна    | Штрафні очки | Місце   | Штрафні очки | Загалом    | Місце      | Штрафні очки    | Загалом         | Місце           | Штрафні очки    | Загалом         | Місце           | Штрафні очки    | Місце           |
| ----------------------------------------------- | ---------------- | ------------- | ------------ | ------- | ------------ | ---------- | ---------- | --------------- | --------------- | --------------- | --------------- | --------------- | --------------- | --------------- | --------------- |
| Кріс Бертон                                     | Santana II       | Індивідуальні | 37.60        | 2       | 0.00         | 37.60      | 1          | 8.00            | 45.60           | 3 Q             | 8.00            | 53.60           | =16             | 53.60           | 5               |
| Сем Гріффітс                                    | Paulank Brockagh | Індивідуальні | 46.30        | 22      | 6.80         | 53.10      | 9          | 0.00            | 53.10           | 6 Q             | 0.00            | 53.10           | =1              | 53.10           | 4               |
| Шейн Роуз                                       | CP Qualified     | Індивідуальні | 42.50        | 13      | Eliminated   | Eliminated | Eliminated | Завершив виступ | Завершив виступ | Завершив виступ | Завершив виступ | Завершив виступ | Завершив виступ | Завершив виступ | Завершив виступ |
| Стюарт Тінні                                    | Pluto Mio        | Індивідуальні | 56.80 #      | 58      | 2.80         | 59.60      | 14         | 17.00           | 76.60           | 21 Q            | 8.00            | 84.60           | =16             | 84.60           | 22              |
| Кріс Бертон Сем Гріффітс Шейн Роуз Стюарт Тінні | Див. вище        | Команда       | 126.40       | 3       | 9.60         | 150.30     | 1          | 25.00           | 175.30          | 3               | Н/Д             | Н/Д             | Н/Д             | 175.30          | 3               |

"#" позначає, що очки цього вершника не входять до заліку командного змагання, оскільки зараховуються лише результати трьох найкращих вершників.

### Конкур
| Спортсмен                                                              | Кінь              | Дисципліна    | Кваліфікація | Кваліфікація | Кваліфікація | Кваліфікація | Кваліфікація | Кваліфікація    | Кваліфікація    | Кваліфікація    | Фінал           | Фінал           | Фінал           | Фінал           | Фінал           | Загалом         | Загалом         |
| Спортсмен                                                              | Кінь              | Дисципліна    | Раунд 1      | Раунд 1      | Раунд 2      | Раунд 2      | Раунд 2      | Раунд 3         | Раунд 3         | Раунд 3         | Фінал A         | Фінал A         | Фінал B         | Фінал B         | Фінал B         | Загалом         | Загалом         |
| Спортсмен                                                              | Кінь              | Дисципліна    | Штрафні очки | Місце        | Штрафні очки | Загалом      | Місце        | Штрафні очки    | Загалом         | Місце           | Штрафні очки    | Місце           | Штрафні очки    | Загалом         | Місце           | Штрафні очки    | Місце           |
| ---------------------------------------------------------------------- | ----------------- | ------------- | ------------ | ------------ | ------------ | ------------ | ------------ | --------------- | --------------- | --------------- | --------------- | --------------- | --------------- | --------------- | --------------- | --------------- | --------------- |
| Скотт Кіч                                                              | Fedor             | Індивідуальні | 4            | =27 Q        | Eliminated   | Eliminated   | Eliminated   | Завершив виступ | Завершив виступ | Завершив виступ | Завершив виступ | Завершив виступ | Завершив виступ | Завершив виступ | Завершив виступ | Завершив виступ | Завершив виступ |
| Джеймс Патерсон-Робінсон                                               | Amarillo          | Індивідуальні | 8            | =53 Q        | 9            | 17           | 53           | Завершив виступ | Завершив виступ | Завершив виступ | Завершив виступ | Завершив виступ | Завершив виступ | Завершив виступ | Завершив виступ | Завершив виступ | Завершив виступ |
| Едвіна Топс-Александер                                                 | Caretina de Joter | Індивідуальні | 0            | =1 Q         | 5            | 5            | =26 Q        | 4               | 9               | 23 Q            | 0               | =1 Q            | 4               | 4               | =14             | 4               | =9              |
| Метт Вільямс                                                           | Valinski          | Індивідуальні | 8            | =53 Q        | 0            | 8            | =30 Q        | 6               | 14              | 36 Q            | 8               | =28             | Завершив виступ | Завершив виступ | Завершив виступ | Завершив виступ | Завершив виступ |
| Скотт Кіч Джеймс Патерсон-Робінсон Едвіна Топс-Александер Метт Вільямс | Див. вище         | Команда       | 12           | 12           | 14           | Н/Д          | =13          | Завершив виступ | Завершив виступ | Завершив виступ | Н/Д             | Н/Д             | Н/Д             | Н/Д             | Н/Д             | 14              | =13             |

"#" позначає, що очки цього вершника не входять до заліку командного змагання, оскільки зараховуються лише результати трьох найкращих вершників.

## Хокей на траві
Підсумок

Легенда:
- FT – Після основного часу.
- P – Долю матчу вирішило пробиття пенальті.

| Команда           | Дисципліна       | Груповий етап         | Груповий етап      | Груповий етап      | Груповий етап         | Груповий етап      | Груповий етап | Чвертьфінал         | Півфінал           | Фінал / БМ         | Фінал / БМ |
| Команда           | Дисципліна       | Суперник Результат    | Суперник Результат | Суперник Результат | Суперник Результат    | Суперник Результат | Місце         | Суперник Результат  | Суперник Результат | Суперник Результат | Місце      |
| ----------------- | ---------------- | --------------------- | ------------------ | ------------------ | --------------------- | ------------------ | ------------- | ------------------- | ------------------ | ------------------ | ---------- |
| Australia men's   | чоловічий турнір | Нова Зеландія W 2–1   | Іспанія L 0–1      | Бельгія L 0–1      | Велика Британія W 2–1 | Бразилія W 9–0     | 3             | Нідерланди L 0–4    | Завершив виступ    | Завершив виступ    | 6          |
| Australia women's | жіночий турнір   | Велика Британія L 1–2 | США L 1–2          | Індія W 6–1        | Аргентина W 1–0       | Японія W 2–0       | 3             | Нова Зеландія L 2–4 | Завершила виступ   | Завершила виступ   | 6          |

### Чоловічий турнір
Склад команди
Шаблон:Склад чоловічої збірної Австралії з хокею на траві на літніх Олімпійських іграх 2016
Груповий етап
Шаблон:Підсумкова таблиця в групі A чоловічого турніру з хокею на траві на літніх Олімпійських іграх 2016
Шаблон:Чоловічий турнір з хокею на траві на літніх Олімпійських іграх 2016, гра A2
Шаблон:Чоловічий турнір з хокею на траві на літніх Олімпійських іграх 2016, гра A6
Шаблон:Чоловічий турнір з хокею на траві на літніх Олімпійських іграх 2016, гра A9
Шаблон:Чоловічий турнір з хокею на траві на літніх Олімпійських іграх 2016, гра A11
Шаблон:Чоловічий турнір з хокею на траві на літніх Олімпійських іграх 2016, гра A15
Чвертьфінал
Шаблон:Чоловічий турнір з хокею на траві на літніх Олімпійських іграх 2016, гра C3

### Жіночий турнір
Склад команди
Шаблон:Склад жіночої збірної Австралії з хокею на траві на літніх Олімпійських іграх 2016
Груповий етап
Шаблон:Підсумкова таблиця в групі B жіночого турніру з хокею на траві на літніх Олімпійських іграх 2016
Шаблон:Жіночий турнір з хокею на траві на літніх Олімпійських іграх 2016, гра B2
Шаблон:Жіночий турнір з хокею на траві на літніх Олімпійських іграх 2016, гра B4
Шаблон:Жіночий турнір з хокею на траві на літніх Олімпійських іграх 2016, гра B7
Шаблон:Жіночий турнір з хокею на траві на літніх Олімпійських іграх 2016, гра B10
Шаблон:Жіночий турнір з хокею на траві на літніх Олімпійських іграх 2016, гра B15
Чвертьфінал
Шаблон:Жіночий турнір з хокею на траві на літніх Олімпійських іграх 2016, гра C1

## Футбол

### Жіночий турнір
Склад команди
Шаблон:Склад жіночої збірної Австралії з футболу на літніх Олімпійських іграх 2016
Груповий етап
Футбол на літніх Олімпійських іграх 2016 — жіночий турнір – Group F
Шаблон:Жіночий турнір з футболу на літніх Олімпійських іграх 2016, гра F1
Шаблон:Жіночий турнір з футболу на літніх Олімпійських іграх 2016, гра F4
Шаблон:Жіночий турнір з футболу на літніх Олімпійських іграх 2016, гра F6
Чвертьфінал
Шаблон:Жіночий турнір з футболу на літніх Олімпійських іграх 2016, гра H4

## Гольф
| Спортсмен      | Дисципліна | Раунд 1   | Раунд 2   | Раунд 3   | Раунд 4   | Загалом   | Загалом | Загалом |
| Спортсмен      | Дисципліна | Результат | Результат | Результат | Результат | Результат | Пар     | Місце   |
| -------------- | ---------- | --------- | --------- | --------- | --------- | --------- | ------- | ------- |
| Маркус Фрейзер | чоловіки   | 63        | 69        | 72        | 72        | 276       | −8      | =5      |
| Скотт Генд     | чоловіки   | 74        | 69        | 71        | 71        | 285       | +1      | =39     |
| Мінджі Лі      | жінки      | 69        | 67        | 73        | 67        | 276       | −8      | =7      |
| О Су Хьон      | жінки      | 71        | 72        | 66        | 70        | 279       | −5      | =13     |

## Гімнастика

### Спортивна гімнастика
Жінки
| Спортсменка     | Дисципліна        | Кваліфікація | Кваліфікація | Кваліфікація | Кваліфікація | Кваліфікація | Кваліфікація | Фінал            | Фінал            | Фінал            | Фінал            | Фінал            | Фінал            |
| Спортсменка     | Дисципліна        | Вправа       | Вправа       | Вправа       | Вправа       | Загалом      | Місце        | Вправа           | Вправа           | Вправа           | Вправа           | Загалом          | Місце            |
| Спортсменка     | Дисципліна        | V            | UB           | BB           | F            | Загалом      | Місце        | V                | UB               | BB               | F                | Загалом          | Місце            |
| --------------- | ----------------- | ------------ | ------------ | ------------ | ------------ | ------------ | ------------ | ---------------- | ---------------- | ---------------- | ---------------- | ---------------- | ---------------- |
| Ларрісса Міллер | Різновисокі бруси | Н/Д          | 14.533       | Н/Д          | Н/Д          | 14.533       | 11           | Завершила виступ | Завершила виступ | Завершила виступ | Завершила виступ | Завершила виступ | Завершила виступ |
| Ларрісса Міллер | Вільні вправи     | Н/Д          | Н/Д          | Н/Д          | 12.733       | 12.733       | 38           | Завершила виступ | Завершила виступ | Завершила виступ | Завершила виступ | Завершила виступ | Завершила виступ |

### Художня гімнастика
| Спортсменка   | Дисципліна                  | Кваліфікація | Кваліфікація | Кваліфікація | Кваліфікація | Кваліфікація | Кваліфікація | Фінал            | Фінал            | Фінал            | Фінал            | Фінал            | Фінал            |
| Спортсменка   | Дисципліна                  | Обруч        | М'яч         | Булави       | Стрічка      | Загалом      | Місце        | Обруч            | М'яч             | Булави           | Стрічка          | Загалом          | Місце            |
| ------------- | --------------------------- | ------------ | ------------ | ------------ | ------------ | ------------ | ------------ | ---------------- | ---------------- | ---------------- | ---------------- | ---------------- | ---------------- |
| Даніель Прінс | Індивідуальне багатоборство | 14.500       | 15.250       | 15.716       | 15.550       | 61.016       | 25           | Завершила виступ | Завершила виступ | Завершила виступ | Завершила виступ | Завершила виступ | Завершила виступ |

### Стрибки на батуті
| Спортсмен   | Дисципліна | Кваліфікація | Кваліфікація | Фінал           | Фінал           |
| Спортсмен   | Дисципліна | Результат    | Місце        | Результат       | Місце           |
| ----------- | ---------- | ------------ | ------------ | --------------- | --------------- |
| Блейк Годрі | чоловіки   | 105.450      | 13           | Завершив виступ | Завершив виступ |

## Дзюдо
Чоловіки
| Спортсмен     | Категорія | 1/32 фіналу        | 1/16 фіналу              | 1/8 фіналу             | Чвертьфінали       | Півфінали          | Втішний поєдинок   | Фінал / БМ         | Фінал / БМ      |
| Спортсмен     | Категорія | Суперник Результат | Суперник Результат       | Суперник Результат     | Суперник Результат | Суперник Результат | Суперник Результат | Суперник Результат | Місце           |
| ------------- | --------- | ------------------ | ------------------------ | ---------------------- | ------------------ | ------------------ | ------------------ | ------------------ | --------------- |
| Джошуа Катц   | до 60 кг  | Bye                | Урозбоєв (UZB) L 000–010 | Завершив виступ        | Завершив виступ    | Завершив виступ    | Завершив виступ    | Завершив виступ    | Завершив виступ |
| Натан Кац     | до 66 кг  | Bye                | Бассу (MAR) L 000–001    | Завершив виступ        | Завершив виступ    | Завершив виступ    | Завершив виступ    | Завершив виступ    | Завершив виступ |
| Джейк Бенстед | до 73 кг  | Bye                | Mlugu (TAN) W 100–000    | Orujov (AZE) L 000–100 | Завершив виступ    | Завершив виступ    | Завершив виступ    | Завершив виступ    | Завершив виступ |
| Оуін Каглен   | до 81 кг  | Bye                | Lee S-s (KOR) L 000–100  | Завершив виступ        | Завершив виступ    | Завершив виступ    | Завершив виступ    | Завершив виступ    | Завершив виступ |

Жінки
| Спортсменка       | Категорія | 1/16 фіналу            | 1/8 фіналу              | Чвертьфінали        | Півфінали           | Втішний поєдинок    | Фінал / БМ          | Фінал / БМ       |
| Спортсменка       | Категорія | Суперниця Результат    | Суперниця Результат     | Суперниця Результат | Суперниця Результат | Суперниця Результат | Суперниця Результат | Місце            |
| ----------------- | --------- | ---------------------- | ----------------------- | ------------------- | ------------------- | ------------------- | ------------------- | ---------------- |
| Хлоя Райнер       | до 48 кг  | Пайєт (FRA) L 000–010  | Завершила виступ        | Завершила виступ    | Завершила виступ    | Завершила виступ    | Завершила виступ    | Завершила виступ |
| Катаріна Хекер    | до 63 кг  | Сальєс (AND) W 100–000 | Tashiro (JPN) L 000–111 | Завершила виступ    | Завершила виступ    | Завершила виступ    | Завершила виступ    | Завершила виступ |
| Міранда Джамбеллі | до 78 кг  | Bye                    | Агіар (BRA) L 000–100   | Завершила виступ    | Завершила виступ    | Завершила виступ    | Завершила виступ    | Завершила виступ |

## Сучасне п'ятиборство
| Спортсмен     | Дисципліна | Фехтування (шпага, один дотик) | Фехтування (шпага, один дотик) | Фехтування (шпага, один дотик) | Фехтування (шпага, один дотик) | Плавання (200 м вільним стилем) | Плавання (200 м вільним стилем) | Плавання (200 м вільним стилем) | Верхова їзда (конкур) | Верхова їзда (конкур) | Верхова їзда (конкур) | Комбіновано: стрільба/біг (10 м, пневматичний пістолет)/(3200 м) | Комбіновано: стрільба/біг (10 м, пневматичний пістолет)/(3200 м) | Комбіновано: стрільба/біг (10 м, пневматичний пістолет)/(3200 м) | Загалом очок | Підсумкове місце |
| Спортсмен     | Дисципліна | RR                             | BR                             | Місце                          | Очки                           | Час                             | Місце                           | Очки                            | Штрафні очки          | Місце                 | Очки                  | Час                                                              | Місце                                                            | MP Points                                                        | Загалом очок | Підсумкове місце |
| ------------- | ---------- | ------------------------------ | ------------------------------ | ------------------------------ | ------------------------------ | ------------------------------- | ------------------------------- | ------------------------------- | --------------------- | --------------------- | --------------------- | ---------------------------------------------------------------- | ---------------------------------------------------------------- | ---------------------------------------------------------------- | ------------ | ---------------- |
| Макс Еспозіто | чоловіки   | 14–21                          | 1                              | 29                             | 185                            | 1:59.71                         | 4                               | 341                             | 0                     | 3                     | 300                   | 11:04.99                                                         | 4                                                                | 636                                                              | 1462         | 7                |
| Хлоя Еспозіто | жінки      | 19–16                          | 1                              | 13                             | 215                            | 2:12.38                         | 7                               | 303                             | 16                    | 19                    | 291                   | 12:10.19                                                         | 2                                                                | 570                                                              | 1372 OR      | 1                |

## Академічне веслування
Чоловіки
| Спортсмен                                                                 | Дисципліна     | Заїзди  | Заїзди | Втішний заплив | Втішний заплив | Чвертьфінали | Чвертьфінали | Півфінали | Півфінали | Фінал   | Фінал |
| Спортсмен                                                                 | Дисципліна     | Час     | Місце  | Час            | Місце          | Час          | Місце        | Час       | Місце     | Час     | Місце |
| ------------------------------------------------------------------------- | -------------- | ------- | ------ | -------------- | -------------- | ------------ | ------------ | --------- | --------- | ------- | ----- |
| Ріс Грант                                                                 | Парні одиночки | 7:28.83 | 2 QF   | Bye            | Bye            | 6:55.14      | 2 SA/B       | 7:14.68   | 5 FB      | 6:51.90 | 9     |
| Alex Lloyd Спенсер Таррін                                                 | Двійки         | 6:40.79 | 1 SA/B | Bye            | Bye            | Н/Д          | Н/Д          | 6:25.25   | 2 FA      | 7:11.60 | 6     |
| Chris Morgan Девід Воттс                                                  | Парні двійки   | 6:36.39 | 2 SA/B | Bye            | Bye            | Н/Д          | Н/Д          | 6:19.36   | 5 FB      | 6:58.11 | 7     |
| Джош Бут Джошуа Данклі-Сміт Alexander Hill William Lockwood               | Четвірки       | 5:54.84 | 2 SA/B | Bye            | Bye            | Н/Д          | Н/Д          | 6:11.82   | 1 FA      | 6:00.44 | 2     |
| Александр Белоногофф Карстен Форстерлінг Кемерон Гірдлстон Джеймс Мак-Рей | Парні четвірки | 5:50.98 | 1 FA   | Bye            | Bye            | Н/Д          | Н/Д          | Н/Д       | Н/Д       | 6:07.96 | 2     |

Жінки
| Спортсменка | Дисципліна     | Заїзди  | Заїзди | Втішний заплив | Втішний заплив | Чвертьфінали | Чвертьфінали | Півфінали | Півфінали | Фінал            | Фінал            |
| Спортсменка | Дисципліна     | Час     | Місце  | Час            | Місце          | Час          | Місце        | Час       | Місце     | Час              | Місце            |
| --- | -------------- | ------- | ------ | -------------- | -------------- | ------------ | ------------ | --------- | --------- | ---------------- | ---------------- |
| Кім Бреннан | Парні одиночки | 8:22.82 | 2 QF   | Н/Д            | Н/Д            | 7:26.86      | 1 SA/B       | 7:47.88   | 1 FA      | 7:21.54          | 1                |
| Женев'єв Гортон Саллі Кехо | Парні двійки   | 7:17.34 | 2 SA/B | Н/Д            | Н/Д            | Н/Д          | Н/Д          | 6:55.37   | 4 FB      | 7:42.30          | 9                |
| Джессіка Голл Керрі Гор Дженніфер Клірі Меделін Едмундс                                                                                            | Парні четвірки | 6:37.43 | 2 R    | 6:28.60        | 5              | Н/Д          | Н/Д          | Н/Д       | Н/Д       | Завершила виступ | Завершила виступ |
| Фіона Елберт Олімпія Олдерсей Моллі Гудмен Александра Гейґан Джессіка Моррісон Люсі Стефан Шарлотт Сазерленд Міген Волкер Сара Бантінґ (стерновий) | Eight          | 6:22.68 | 4 R    | 6:40.45        | 5              | Н/Д          | Н/Д          | Н/Д       | Н/Д       | Завершила виступ | Завершила виступ |

Пояснення до кваліфікації: FA=Фінал A (за медалі); FB=Фінал B (не за медалі); FC=Фінал C (не за медалі); FD=Фінал D (не за медалі); FE=Фінал E (не за медалі); FF=Фінал F (не за медалі); SA/B=Півфінали A/B; SC/D=Півфінали C/D; SE/F=Півфінали E/F; QF=Чвертьфінали; R=Потрапив у втішний заплив

## Регбі-7

### Чоловічий турнір
Склад команди
Шаблон:Склад чоловічої збірної Австралії з регбі-7 на літніх Олімпійських іграх 2016
Груповий етап
Шаблон:Підсумкова таблиця в групі B чоловічого турніру з регбі-7 на літніх Олімпійських іграх 2016
Шаблон:Чоловічий турнір з регбі-7 на літніх Олімпійських іграх 2016, гра B1
Шаблон:Чоловічий турнір з регбі-7 на літніх Олімпійських іграх 2016, гра B3
Шаблон:Чоловічий турнір з регбі-7 на літніх Олімпійських іграх 2016, гра B6
Чвертьфінал
Шаблон:Чоловічий турнір з регбі-7 на літніх Олімпійських іграх 2016, гра D4
Classification semifinal (5–8)
Шаблон:Чоловічий турнір з регбі-7 на літніх Олімпійських іграх 2016, гра F2
Матч за сьоме місце
Шаблон:Чоловічий турнір з регбі-7 на літніх Олімпійських іграх 2016, гра F3

### Жіночий турнір
Склад команди
Шаблон:Склад жіночої збірної Австралії з регбі-7 на літніх Олімпійських іграх 2016
Груповий етап
Шаблон:Підсумкова таблиця в групі A жіночого турніру з регбі-7 на літніх Олімпійських іграх 2016
Шаблон:Жіночий турнір з регбі-7 на літніх Олімпійських іграх 2016, гра A2
Шаблон:Жіночий турнір з регбі-7 на літніх Олімпійських іграх 2016, гра A4
Шаблон:Жіночий турнір з регбі-7 на літніх Олімпійських іграх 2016, гра A6
Чвертьфінал
Шаблон:Жіночий турнір з регбі-7 на літніх Олімпійських іграх 2016, гра D1
Півфінал
Шаблон:Жіночий турнір з регбі-7 на літніх Олімпійських іграх 2016, гра G1
Гонка за золоту медаль
Шаблон:Жіночий турнір з регбі-7 на літніх Олімпійських іграх 2016, гра H2

## Вітрильний спорт
Чоловіки
| Спортсмен                   | Дисципліна | Заплив | Заплив | Заплив | Заплив | Заплив | Заплив | Заплив | Заплив | Заплив | Заплив | Заплив | Заплив | Заплив | Очки | Підсумкове місце |
| Спортсмен                   | Дисципліна | 1      | 2      | 3      | 4      | 5      | 6      | 7      | 8      | 9      | 10     | 11     | 12     | M*     | Очки | Підсумкове місце |
| --------------------------- | ---------- | ------ | ------ | ------ | ------ | ------ | ------ | ------ | ------ | ------ | ------ | ------ | ------ | ------ | ---- | ---------------- |
| Том Бертон                  | Лазер      | 17     | 8      | 2      | 10     | 9      | 14     | 7      | 2      | 11     | 4      | Н/Д    | Н/Д    | 6      | 73   | 1                |
| Джейк Ліллі                 | Фінн       | 16     | UFD    | 8      | 6      | 6      | 4      | 3      | 5      | 23     | 16     | Н/Д    | Н/Д    | 10     | 97   | 8                |
| Метью Белчер Вільям Раян    | 470        | 8      | 1      | 3      | 3      | 2      | 8      | 10     | 7      | 1      | 7      | Н/Д    | Н/Д    | 18     | 58   | 2                |
| Ієн Дженсен Натан Ауттерідж | 49er       | 13     | 8      | 2      | 5      | 10     | 12     | 4      | 5      | 8      | 2      | 7      | 7      | 8      | 78   | 2                |

Жінки
| Спортсменка            | Дисципліна   | Заплив | Заплив | Заплив | Заплив | Заплив | Заплив | Заплив | Заплив | Заплив | Заплив | Заплив | Очки | Підсумкове місце |
| Спортсменка            | Дисципліна   | 1      | 2      | 3      | 4      | 5      | 6      | 7      | 8      | 9      | 10     | M*     | Очки | Підсумкове місце |
| ---------------------- | ------------ | ------ | ------ | ------ | ------ | ------ | ------ | ------ | ------ | ------ | ------ | ------ | ---- | ---------------- |
| Ешлі Стоддарт          | Лазер радіал | 8      | 6      | 16     | 28     | 11     | 11     | 23     | 11     | 7      | 8      | 6      | 107  | 9                |
| Джеймі Раян Керрі Сміт | 470          | 16     | 8      | 11     | 17     | 7      | 6      | 14     | 15     | 17     | 12     | EL     | 106  | 15               |

Змішаний
| Спортсмен                       | Дисципліна | Заплив | Заплив | Заплив | Заплив | Заплив | Заплив | Заплив | Заплив | Заплив | Заплив | Заплив | Заплив | Заплив | Очки | Підсумкове місце |
| Спортсмен                       | Дисципліна | 1      | 2      | 3      | 4      | 5      | 6      | 7      | 8      | 9      | 10     | 11     | 12     | M*     | Очки | Підсумкове місце |
| ------------------------------- | ---------- | ------ | ------ | ------ | ------ | ------ | ------ | ------ | ------ | ------ | ------ | ------ | ------ | ------ | ---- | ---------------- |
| Джейсон Вотергаус Ліза Дарманін | Nacra 17   | 6      | 7      | 4      | 1      | 1      | 5      | 15     | 11     | 11     | 1      | 12     | 17     | 4      | 78   | 2                |

M = Медальний заплив;  EL = Вибув – не потрапив до медального запливу; DSQ – Disqualified; RDG – Redress given; UFD – "U" flag disqualification

Discard is crossed out and does not count for the overall result.

## Стрільба
Чоловіки
| Спортсмен       | Дисципліна                       | Кваліфікація | Кваліфікація | Півфінал        | Півфінал        | Фінал           | Фінал           |
| Спортсмен       | Дисципліна                       | Очки         | Місце        | Очки            | Місце           | Очки            | Місце           |
| --------------- | -------------------------------- | ------------ | ------------ | --------------- | --------------- | --------------- | --------------- |
| Пол Адамс       | Скит                             | 118          | 19           | Завершив виступ | Завершив виступ | Завершив виступ | Завершив виступ |
| Блейк Блекберн  | Пневматичний пістолет, 10 м      | 570          | 36           | Н/Д             | Н/Д             | Завершив виступ | Завершив виступ |
| Девід Чепмен    | швидкісний пістолет, 25 м        | 551          | 26           | Н/Д             | Н/Д             | Завершив виступ | Завершив виступ |
| Кіт Фергюсон    | Скит                             | 120          | 10           | Завершив виступ | Завершив виступ | Завершив виступ | Завершив виступ |
| Вільям Годвард  | Гвинтівка з трьох положень, 50 м | 1156         | 39           | Н/Д             | Н/Д             | Завершив виступ | Завершив виступ |
| Мітчелл Айлз    | Трап                             | 110          | 26           | Завершив виступ | Завершив виступ | Завершив виступ | Завершив виступ |
| Воррен Потент   | Гвинтівка лежачи, 50 м           | 620.0        | 35           | Н/Д             | Н/Д             | Завершив виступ | Завершив виступ |
| Деніел Репачолі | Пневматичний пістолет, 10 м      | 565          | 44           | Н/Д             | Н/Д             | Завершив виступ | Завершив виступ |
| Деніел Репачолі | Пістолет, 50 м                   | 545          | 28           | Н/Д             | Н/Д             | Завершив виступ | Завершив виступ |
| Джек Россітер   | Пневматична гвинтівка, 10 м      | 612.4        | 46           | Н/Д             | Н/Д             | Завершив виступ | Завершив виступ |
| Дейн Семпсон    | Пневматична гвинтівка, 10 м      | 619.3        | 37           | Н/Д             | Н/Д             | Завершив виступ | Завершив виступ |
| Дейн Семпсон    | Гвинтівка лежачи, 50 м           | 620.6        | 31           | Н/Д             | Н/Д             | Завершив виступ | Завершив виступ |
| Дейн Семпсон    | Гвинтівка з трьох положень, 50 м | 1169         | 20           | Н/Д             | Н/Д             | Завершив виступ | Завершив виступ |
| Адам Велла      | Трап                             | 115          | 12           | Завершив виступ | Завершив виступ | Завершив виступ | Завершив виступ |
| Джеймс Віллет   | Дубль-трап                       | 140 OR       | 2 Q          | 26 (+1)         | 5               | Завершив виступ | Завершив виступ |

Жінки
| Спортсменка                 | Дисципліна                  | Кваліфікація | Кваліфікація | Півфінал         | Півфінал         | Фінал            | Фінал            |
| Спортсменка                 | Дисципліна                  | Очки         | Місце        | Очки             | Місце            | Очки             | Місце            |
| --------------------------- | --------------------------- | ------------ | ------------ | ---------------- | ---------------- | ---------------- | ---------------- |
| Елена Галябовіч             | Пневматичний пістолет, 10 м | 369          | 43           | Н/Д              | Н/Д              | Завершила виступ | Завершила виступ |
| Елена Галябовіч             | пістолет, 25 м              | 569          | 31           | Завершила виступ | Завершила виступ | Завершила виступ | Завершила виступ |
| Дженніфер Генс              | Пневматична гвинтівка, 10 м | 410.1        | 39           | Н/Д              | Н/Д              | Завершила виступ | Завершила виступ |
| Ешлін Джонс                 | Скит                        | 63           | 17           | Завершила виступ | Завершила виступ | Завершила виступ | Завершила виступ |
| Летіша Сканлан              | Трап                        | 70           | 1 Q          | 10               | 5                | Завершила виступ | Завершила виступ |
| Кетрін Скіннер              | Трап                        | 67           | 6 Q          | 14               | 1 Q              | 12               | 1                |
| Євглевська Лоліта Вадимівна | Пневматичний пістолет, 10 м | 379          | 24           | Н/Д              | Н/Д              | Завершила виступ | Завершила виступ |
| Євглевська Лоліта Вадимівна | пістолет, 25 м              | 578          | 14           | Завершила виступ | Завершила виступ | Завершила виступ | Завершила виступ |

Пояснення до кваліфікації: Q = Пройшов у наступне коло; q = Кваліфікувався щоб змагатись у поєдинку за бронзову медаль

## Плавання
Чоловіки
| Спортсмен                                                                  | Дисципліна                        | Попередній заплив | Попередній заплив | Півфінал        | Півфінал        | Фінал           | Фінал           |
| Спортсмен                                                                  | Дисципліна                        | Час               | Місце             | Час             | Місце           | Час             | Місце           |
| -------------------------------------------------------------------------- | --------------------------------- | ----------------- | ----------------- | --------------- | --------------- | --------------- | --------------- |
| Метью Абуд                                                                 | 50 м вільним стилем               | 22.47             | =33               | Завершив виступ | Завершив виступ | Завершив виступ | Завершив виступ |
| Джош Бівер                                                                 | 100 м на спині                    | 53.47             | 7 Q               | 53.95           | 13              | Завершив виступ | Завершив виступ |
| Джош Бівер                                                                 | 200 м на спині                    | 1:56.65           | 10 Q              | 1:56.57         | 10              | Завершив виступ | Завершив виступ |
| Кайл Чалмерс                                                               | 100 м вільним стилем              | 47.90 WJR         | 1 Q               | 47.88 WJR       | 2 Q             | 47.58 WJR       | 1               |
| Томас Фрейзер-Голмс                                                        | 200 м вільним стилем              | 1:46.49           | 9 Q               | 1:46.24         | 9               | Завершив виступ | Завершив виступ |
| Томас Фрейзер-Голмс                                                        | 200 м комплексом                  | DNS               | DNS               | Завершив виступ | Завершив виступ | Завершив виступ | Завершив виступ |
| Томас Фрейзер-Голмс                                                        | 400 м комплексом                  | 4:12.51           | 6 Q               | Н/Д             | Н/Д             | 4:11.90         | 6               |
| Мак Гортон                                                                 | 400 м вільним стилем              | 3:43.84           | 2 Q               | Н/Д             | Н/Д             | 3:41.55         | 1               |
| Мак Гортон                                                                 | 1500 м вільним стилем             | 14:48.47          | 4 Q               | Н/Д             | Н/Д             | 14:49.54        | 5               |
| Грант Ірвайн                                                               | 100 м батерфляєм                  | 51.84             | 12 Q              | 51.87           | 13              | Завершив виступ | Завершив виступ |
| Грант Ірвайн                                                               | 200 м батерфляєм                  | 1:55.64           | 4 Q               | 1:56.07         | 9               | Завершив виступ | Завершив виступ |
| Мітч Ларкін                                                                | 100 м на спині                    | 53.04             | 3 Q               | 52.70           | 3 Q             | 52.43           | 4               |
| Мітч Ларкін                                                                | 200 м на спині                    | 1:56.01           | 3 Q               | 1:54.73         | 2 Q             | 1:53.96         | 2               |
| Тревіс Магоні                                                              | 200 м комплексом                  | 2:00.18           | 20                | Завершив виступ | Завершив виступ | Завершив виступ | Завершив виступ |
| Тревіс Магоні                                                              | 400 м комплексом                  | 4:13.37           | 7 Q               | Н/Д             | Н/Д             | 4:15.48         | 7               |
| Кемерон Макевой                                                            | 50 м вільним стилем               | 21.80             | 5 Q               | 21.89           | 11              | Завершив виступ | Завершив виступ |
| Кемерон Макевой                                                            | 100 м вільним стилем              | 48.12             | 4 Q               | 47.93           | =3 Q            | 48.12           | 7               |
| Девід Маккеон                                                              | 200 м вільним стилем              | 1:48.38           | 30                | Завершив виступ | Завершив виступ | Завершив виступ | Завершив виступ |
| Девід Маккеон                                                              | 400 м вільним стилем              | 3:44.68           | 5 Q               | Н/Д             | Н/Д             | 3:45.28         | 7               |
| Джек Маклафлін                                                             | 1500 м вільним стилем             | 14:56.02          | 9                 | Н/Д             | Н/Д             | Завершив виступ | Завершив виступ |
| David Morgan                                                               | 100 м батерфляєм                  | 51.81             | =10 Q             | 51.75           | 9               | Завершив виступ | Завершив виступ |
| David Morgan                                                               | 200 м батерфляєм                  | 1:56.81           | 19                | Завершив виступ | Завершив виступ | Завершив виступ | Завершив виступ |
| Джейк Паккард                                                              | 100 м брасом                      | 59.26             | 6 Q               | 59.48           | 9               | Завершив виступ | Завершив виступ |
| Джошуа Палмер                                                              | 100 м брасом                      | 1:01.13           | =30               | Завершив виступ | Завершив виступ | Завершив виступ | Завершив виступ |
| Джеррод Пурт                                                               | 10 км                             | Н/Д               | Н/Д               | Н/Д             | Н/Д             | 1:53:40.7       | 21              |
| Метью Абуд* Кайл Чалмерс Джеймс Магнуссен Кемерон Макевой James Roberts    | Естафета 4 × 100 м вільним стилем | 3:12.65           | 3 Q               | Н/Д             | Н/Д             | 3:11.37         | 3               |
| Томас Фрейзер-Голмс Джейкоб Генсфорд* Мак Гортон Девід Маккеон Деніел Сміт | Естафета 4 × 200 м вільним стилем | 7:07.98           | 6 Q               | Н/Д             | Н/Д             | 7:04.18         | 4               |
| Кайл Чалмерс Мітч Ларкін Кемерон Макевой* David Morgan Джейк Паккард       | Естафета 4 × 100 м комплексом     | 3:32.57           | =4 Q              | Н/Д             | Н/Д             | 3:29.93         | 3               |

Жінки
| Спортсменка                                                                                            | Дисципліна                        | Попередній заплив | Попередній заплив | Півфінал         | Півфінал         | Фінал            | Фінал            |
| Спортсменка                                                                                            | Дисципліна                        | Час               | Місце             | Час              | Місце            | Час              | Місце            |
| --- | --------------------------------- | ----------------- | ----------------- | ---------------- | ---------------- | ---------------- | ---------------- |
| Джессіка Ешвуд                                                                                         | 400 м вільним стилем              | 4:03.58           | 6 Q               | Н/Д              | Н/Д              | 4:05.68          | 7                |
| Джессіка Ешвуд                                                                                         | 800 м вільним стилем              | 8:22.57           | 6 Q               | Н/Д              | Н/Д              | 8:20.32          | 5                |
| Бронті Берретт                                                                                         | 200 м вільним стилем              | 1:56.93           | 10 Q              | 1:56.63          | 8 Q              | 1:55.25          | =5               |
| Джорджия Бол                                                                                           | 100 м брасом                      | 1:07.96           | 24                | Завершила виступ | Завершила виступ | Завершила виступ | Завершила виступ |
| Джорджия Бол                                                                                           | 200 м брасом                      | 2:28.24           | 22                | Завершила виступ | Завершила виступ | Завершила виступ | Завершила виступ |
| Бронте Кемпбелл                                                                                        | 50 м вільним стилем               | 24.45             | 4 Q               | 24.43            | 5 Q              | 24.42            | 7                |
| Бронте Кемпбелл                                                                                        | 100 м вільним стилем              | 53.71             | 8 Q               | 53.29            | 5 Q              | 53.04            | 4                |
| Кейт Кемпбелл                                                                                          | 50 м вільним стилем               | 24.52             | 7 Q               | 24.32            | 2 Q              | 24.15            | 5                |
| Кейт Кемпбелл                                                                                          | 100 м вільним стилем              | 52.78 OR          | 1 Q               | 52.71 OR         | 1 Q              | 53.24            | 6                |
| Темзін Кук                                                                                             | 400 м вільним стилем              | 4:04.36           | 8 Q               | Н/Д              | Н/Д              | 4:05.30          | 6                |
| Темзін Кук                                                                                             | 800 м вільним стилем              | 8:36.62           | 20                | Н/Д              | Н/Д              | Завершила виступ | Завершила виступ |
| Алісія Кауттс                                                                                          | 200 м комплексом                  | 2:10.52           | 6 Q               | 2:10.35          | 6 Q              | 2:10.88          | 5                |
| Блер Еванс                                                                                             | 400 м комплексом                  | 4:38.91           | 16                | Н/Д              | Н/Д              | Завершила виступ | Завершила виступ |
| Меделін Гровз                                                                                          | 100 м батерфляєм                  | 58.17             | 17                | Завершила виступ | Завершила виступ | Завершила виступ | Завершила виступ |
| Меделін Гровз                                                                                          | 200 м батерфляєм                  | 2:07.02           | 5 Q               | 2:05.66          | 1 Q              | 2:04.88          | 2                |
| Chelsea Gubecka                                                                                        | 10 км                             | Н/Д               | Н/Д               | Н/Д              | Н/Д              | 1:58:12.7        | 15               |
| Белінда Гокінг                                                                                         | 200 м на спині                    | 2:08.67           | =4 Q              | 2:07.83          | 5 Q              | 2:08.02          | 5                |
| Емма Маккеон                                                                                           | 200 м вільним стилем              | 1:55.80           | 2 Q               | 1:56.29          | 6 Q              | 1:54.92          | 3                |
| Емма Маккеон                                                                                           | 100 м батерфляєм                  | 57.33             | 9 Q               | 56.81            | 2 Q              | 57.05            | 7                |
| Тейлор Маккіоун                                                                                        | 100 м брасом                      | 1:06.73           | 8                 | 1:07.12          | 11               | Завершила виступ | Завершила виступ |
| Тейлор Маккіоун                                                                                        | 200 м брасом                      | 2:23.00           | 3 Q               | 2:21.69          | 1 Q              | 2:22.43          | 5                |
| Керін Макмастер                                                                                        | 400 м комплексом                  | 4:37.33           | =10               | Н/Д              | Н/Д              | Завершила виступ | Завершила виступ |
| Котуку Нгаваті                                                                                         | 200 м комплексом                  | 2:13.05           | 17                | Завершила виступ | Завершила виступ | Завершила виступ | Завершила виступ |
| Емілі Сібом                                                                                            | 100 м на спині                    | 58.99             | 2 Q               | 59.32            | 7 Q              | 59.19            | 7                |
| Емілі Сібом                                                                                            | 200 м на спині                    | 2:09.00           | 10 Q              | 2:09.39          | 12               | Завершила виступ | Завершила виступ |
| Бріанна Тросселл                                                                                       | 200 м батерфляєм                  | 2:07.76           | 10 Q              | 2:07.19          | 7 Q              | 2:07.87          | 8                |
| Медісон Вілсон                                                                                         | 100 м на спині                    | 59.92             | 8 Q               | 59.03            | 4 Q              | 59.23            | 8                |
| Бронте Кемпбелл Кейт Кемпбелл Бріттані Елмслі Емма Маккеон Медісон Вілсон*                             | Естафета 4 × 100 м вільним стилем | 3:32.39 OR        | 1 Q               | Н/Д              | Н/Д              | 3:30.65 WR       | 1                |
| Джессіка Ешвуд* Бронті Берретт Темзін Кук Емма Маккеон Ліа Ніл                                         | Естафета 4 × 200 м вільним стилем | 7:49.24           | 2 Q               | Н/Д              | Н/Д              | 7:44.87          | 2                |
| Кейт Кемпбелл Бріттані Елмслі* Меделін Гровз* Емма Маккеон Тейлор Маккіоун Емілі Сібом Медісон Вілсон* | Естафета 4 × 100 м комплексом     | 3:57.80           | 5 Q               | Н/Д              | Н/Д              | 3:55.00          | 2                |

## Синхронне плавання
| Спортсменка | Дисципліна | Обов'язкова програма | Обов'язкова програма | Довільна програма (попередня) | Довільна програма (попередня)    | Довільна програма (попередня) | Довільна програма (фінал) | Довільна програма (фінал)        | Довільна програма (фінал) |
| Спортсменка | Дисципліна | Очки                 | Місце                | Очки                          | Загалом (обов'язкова + довільна) | Місце                         | Очки                      | Загалом (обов'язкова + довільна) | Місце                     |
| --- | ---------- | -------------------- | -------------------- | ----------------------------- | -------------------------------- | ----------------------------- | ------------------------- | -------------------------------- | ------------------------- |
| Нікіта Пабло Роуз Стекпоул                                                                                                | Дуети      | 73.6360              | 24                   | 74.7667                       | 148.4027                         | 24                            | Завершила виступ          | Завершила виступ                 | Завершила виступ          |
| Ганна Кросс Б'янка Хеммет Даніель Кеттлевел Нікіта Пабло Емілі Роджерс Крістіна Шиен Роуз Стекпоул Емі Томпсон Дебора Цай | Команда    | 74.0667              | 8                    | Н/Д                           | Н/Д                              | Н/Д                           | 75.4333                   | 149.5000                         | 8                         |

## Настільний теніс
Чоловіки
| Спортсмен                        | Дисципліна       | Попередній раунд        | Раунд 1            | Раунд 2            | Раунд 3            | 1/8 фіналу          | Чвертьфінали       | Півфінали          | Фінал / БМ         | Фінал / БМ      |
| Спортсмен                        | Дисципліна       | Суперник Результат      | Суперник Результат | Суперник Результат | Суперник Результат | Суперник Результат  | Суперник Результат | Суперник Результат | Суперник Результат | Місце           |
| -------------------------------- | ---------------- | ----------------------- | ------------------ | ------------------ | ------------------ | ------------------- | ------------------ | ------------------ | ------------------ | --------------- |
| David Powell                     | Одиночний розряд | Aguirre (PAR) L 0–4     | Завершив виступ    | Завершив виступ    | Завершив виступ    | Завершив виступ     | Завершив виступ    | Завершив виступ    | Завершив виступ    | Завершив виступ |
| Chris Yan                        | Одиночний розряд | Karakašević (SRB) L 2–4 | Завершив виступ    | Завершив виступ    | Завершив виступ    | Завершив виступ     | Завершив виступ    | Завершив виступ    | Завершив виступ    | Завершив виступ |
| Hu Heming David Powell Chris Yan | Команда          | Н/Д                     | Н/Д                | Н/Д                | Н/Д                | Гонконг (HKG) L 0–3 | Завершив виступ    | Завершив виступ    | Завершив виступ    | Завершив виступ |

Жінки
| Спортсменка                             | Дисципліна       | Попередній раунд     | Раунд 1             | Раунд 2               | Раунд 3             | 1/8 фіналу                 | Чвертьфінали        | Півфінали           | Фінал / БМ          | Фінал / БМ       |
| Спортсменка                             | Дисципліна       | Суперниця Результат  | Суперниця Результат | Суперниця Результат   | Суперниця Результат | Суперниця Результат        | Суперниця Результат | Суперниця Результат | Суперниця Результат | Місце            |
| --------------------------------------- | ---------------- | -------------------- | ------------------- | --------------------- | ------------------- | -------------------------- | ------------------- | ------------------- | ------------------- | ---------------- |
| Lay Jian Fang                           | одиночний розряд | Bye                  | Dolgikh (RUS) W 4–3 | Polcanova (AUT) W 4–1 | Yu My (SIN) L 0–4   | Завершила виступ           | Завершила виступ    | Завершила виступ    | Завершила виступ    | Завершила виступ |
| Melissa Tapper                          | одиночний розряд | Kumahara (BRA) L 2–4 | Завершила виступ    | Завершила виступ      | Завершила виступ    | Завершила виступ           | Завершила виступ    | Завершила виступ    | Завершила виступ    | Завершила виступ |
| Lay Jian Fang Melissa Tapper Ziyu Zhang | Команда          | Н/Д                  | Н/Д                 | Н/Д                   | Н/Д                 | Північна Корея (PRK) L 0–3 | Завершила виступ    | Завершила виступ    | Завершила виступ    | Завершила виступ |

## Тхеквондо
| Спортсмен       | Категорія           | 1/8 фіналу            | Чвертьфінали         | Півфінали          | Втішний поєдинок    | Фінал / БМ         | Фінал / БМ       |
| Спортсмен       | Категорія           | Суперник Результат    | Суперник Результат   | Суперник Результат | Суперник Результат  | Суперник Результат | Місце            |
| --------------- | ------------------- | --------------------- | -------------------- | ------------------ | ------------------- | ------------------ | ---------------- |
| Сафван Халіл    | до 58 кг (чоловіки) | Ketbi (BEL) W 8–1     | Ханпраб (THA) L 9–11 | Завершив виступ    | Kim T-h (KOR) L 1–4 | Завершив виступ    | 7                |
| Хайдер Шкара    | до 80 кг (чоловіки) | Мугаммад (GBR) L 0–14 | Завершив виступ      | Завершив виступ    | Завершив виступ     | Завершив виступ    | Завершив виступ  |
| Керолайн Мартон | до 57 кг (жінки)    | Гласновіч (SWE) L 0–4 | Завершила виступ     | Завершила виступ   | Завершила виступ    | Завершила виступ   | Завершила виступ |
| Кармен Мартон   | до 67 кг (жінки)    | Татар (TUR) L 1–11    | Завершила виступ     | Завершила виступ   | Завершила виступ    | Завершила виступ   | Завершила виступ |

## Теніс
Чоловіки
| Спортсмен                           | Дисципліна       | 1/32 фіналу                      | 1/16 фіналу                           | 1/8 фіналу         | Чвертьфінали       | Півфінали          | Фінал / БМ         | Фінал / БМ      |
| Спортсмен                           | Дисципліна       | Суперник Результат               | Суперник Результат                    | Суперник Результат | Суперник Результат | Суперник Результат | Суперник Результат | Місце           |
| ----------------------------------- | ---------------- | -------------------------------- | ------------------------------------- | ------------------ | ------------------ | ------------------ | ------------------ | --------------- |
| Sam Groth                           | одиночний розряд | Ґоффен (BEL) L 4–6, 2–6          | Завершив виступ                       | Завершив виступ    | Завершив виступ    | Завершив виступ    | Завершив виступ    | Завершив виступ |
| Thanasi Kokkinakis                  | одиночний розряд | Elias (POR) L 6–7(4–7), 6–7(3–7) | Завершив виступ                       | Завершив виступ    | Завершив виступ    | Завершив виступ    | Завершив виступ    | Завершив виступ |
| Джон Міллман                        | одиночний розряд | Беранкіс (LTU) W 6–0, 6–0        | Нішікорі (JPN) L 6–7(4–7), 4–6        | Завершив виступ    | Завершив виступ    | Завершив виступ    | Завершив виступ    | Завершив виступ |
| Jordan Thompson                     | одиночний розряд | Едмунд (GBR) L 4–6, 2–6          | Завершив виступ                       | Завершив виступ    | Завершив виступ    | Завершив виступ    | Завершив виступ    | Завершив виступ |
| Chris Guccione Джон Пірс (тенісист) | парний розряд    | Н/Д                              | del Potro / González (ARG) L 4–6, 5–7 | Завершив виступ    | Завершив виступ    | Завершив виступ    | Завершив виступ    | Завершив виступ |

Жінки
| Спортсменка                                  | Дисципліна       | 1/32 фіналу                     | 1/16 фіналу                             | 1/8 фіналу              | Чвертьфінали        | Півфінали           | Фінал / БМ          | Фінал / БМ       |
| Спортсменка                                  | Дисципліна       | Суперниця Результат             | Суперниця Результат                     | Суперниця Результат     | Суперниця Результат | Суперниця Результат | Суперниця Результат | Місце            |
| -------------------------------------------- | ---------------- | ------------------------------- | --------------------------------------- | ----------------------- | ------------------- | ------------------- | ------------------- | ---------------- |
| Гаврилова Дар'я Олексіївна                   | одиночний розряд | S Williams (USA) L 4–6, 2–6     | Завершила виступ                        | Завершила виступ        | Завершила виступ    | Завершила виступ    | Завершила виступ    | Завершила виступ |
| Саманта Стосур                               | одиночний розряд | Остапенко (LAT) W 1–6, 6–3, 6–2 | Дой (JPN) W 6–3, 6–4                    | Кербер (GER) L 0–6, 5–7 | Завершила виступ    | Завершила виступ    | Завершила виступ    | Завершила виступ |
| Гаврилова Дар'я Олексіївна Саманта Стосур    | парний розряд    | Н/Д                             | Бачинскі / Хінгіс (SUI) L 4–6, 6–4, 2–6 | Завершила виступ        | Завершила виступ    | Завершила виступ    | Завершила виступ    | Завершила виступ |
| Родіонова Анастасія Іванівна Arina Rodionova | парний розряд    | Н/Д                             | Макарова / Весніна (RUS) L 1–6, 2–6     | Завершила виступ        | Завершила виступ    | Завершила виступ    | Завершила виступ    | Завершила виступ |

Змішаний
| Спортсмен                           | Дисципліна    | 1/8 фіналу                       | Чвертьфінали       | Півфінали          | Фінал / БМ         | Фінал / БМ      |
| Спортсмен                           | Дисципліна    | Суперник Результат               | Суперник Результат | Суперник Результат | Суперник Результат | Місце           |
| ----------------------------------- | ------------- | -------------------------------- | ------------------ | ------------------ | ------------------ | --------------- |
| Саманта Стосур Джон Пірс (тенісист) | парний розряд | Мірза / Бопанна (IND) L 5–7, 4–6 | Завершив виступ    | Завершив виступ    | Завершив виступ    | Завершив виступ |

## Тріатлон
| Спортсмен    | Дисципліна | Плавання, 1,5 км | Перехід 1 | Велосипед, 40 км | Перехід 2 | Біг, 10 км | Загалом Time | Місце |
| ------------ | ---------- | ---------------- | --------- | ---------------- | --------- | ---------- | ------------ | ----- |
| Раян Бейлі   | чоловіки   | 17:31            | 0:49      | 56:11            | 0:38      | 31:53      | 1:47:02      | 10    |
| Раян Фішер   | чоловіки   | 18:01            | 0:48      | 55:42            | 0:38      | 33:25      | 1:48:34      | 24    |
| Аарон Ройл   | чоловіки   | 17:26            | 0:48      | 55:05            | 0:36      | 32:47      | 1:46:42      | 9     |
| Ерін Деншем  | жінки      | 19:10            | 0:54      | 1:01:26          | 0:39      | 37:18      | 1:59:27      | 12    |
| Ешлі Джентлі | жінки      | 19:49            | 0:57      | 1:03:59          | 0:41      | 36:18      | 2:01:44      | 26    |
| Емма Моффатт | жінки      | 19:07            | 0:58      | 1:01:24          | 0:37      | 35:49      | 1:57:55      | 6     |

## Волейбол

### Пляжний
| Спортсмен                    | Дисципліна | Груповий етап | Місце | 1/8 фіналу                                                | Чвертьфінали                                       | Півфінали          | Фінал / БМ         | Фінал / БМ      |
| Спортсмен                    | Дисципліна | Суперник Результат | Місце | Суперник Результат                                        | Суперник Результат                                 | Суперник Результат | Суперник Результат | Місце           |
| ---------------------------- | ---------- | --- | ----- | --------------------------------------------------------- | -------------------------------------------------- | ------------------ | ------------------ | --------------- |
| Mariafe Artacho Nicole Laird | жінки      | Група C Росс – Walsh Jennings (USA) L 0 – 2 (14–21, 13–21) Форрер – Верже-Депре (SUI) L 1 – 2 (21–19, 16–21, 19–21) Wang F – Yue Y (CHN) L 0 – 2 (16–21, 10–21) | 4     | Завершив виступ                                           | Завершив виступ                                    | Завершив виступ    | Завершив виступ    | Завершив виступ |
| Луїз Боуден Таліква Кленсі   | жінки      | Група F Alfaro – Cope (CRC) W 2 – 0 (21–15, 21–14) Agudo – Перес (VEN) W 2 – 0 (21–9, 21–14) Меппелінк – van Iersel (NED) W 2 – 1 (27–25, 18–21, 16–14)         | 1 Q   | Бжостек – Калосінська (POL) W 2 – 1 (15–21, 21–16, 15–11) | Росс – Walsh Jennings (USA) L 0 – 2 (14–21, 16–21) | Завершив виступ    | Завершив виступ    | Завершив виступ |

## Водне поло
Підсумок

Легенда:
- FT – Після основного часу.
- P – Долю матчу вирішила серія післяматчевих пенальті.

| Команда           | Дисципліна       | Груповий етап      | Груповий етап      | Груповий етап      | Груповий етап      | Груповий етап      | Груповий етап | Чвертьфінал             | Півфінал           | Фінал / БМ         | Фінал / БМ |
| Команда           | Дисципліна       | Суперник Результат | Суперник Результат | Суперник Результат | Суперник Результат | Суперник Результат | Місце         | Суперник Результат      | Суперник Результат | Суперник Результат | Місце      |
| ----------------- | ---------------- | ------------------ | ------------------ | ------------------ | ------------------ | ------------------ | ------------- | ----------------------- | ------------------ | ------------------ | ---------- |
| Australia men's   | чоловічий турнір | Бразилія L 7–8     | Угорщина D 9–9     | Японія W 8–6       | Сербія L 8–10      | Греція W 12–7      | 5             | Завершив виступ         | Завершив виступ    | Завершив виступ    | 9          |
| Australia women's | жіночий турнір   | Росія W 14–4       | Італія L 7–8       | Бразилія W 10–3    | Н/Д                | Н/Д                | 2             | Угорщина L 3–5P FT: 8–8 | Бразилія W 11–4    | Іспанія L 10–12    | 6          |

### Чоловічий турнір
Склад команди
Шаблон:Склад чоловічої збірної Австралії з водного поло на літніх Олімпійських іграх 2016
Груповий етап
Шаблон:Підсумкова таблиця в групі A чоловічого турніру з водного поло на літніх Олімпійських іграх 2016
Шаблон:Чоловічий турнір з водного поло на літніх Олімпійських іграх 2016, гра A2
Шаблон:Чоловічий турнір з водного поло на літніх Олімпійських іграх 2016, гра A4
Шаблон:Чоловічий турнір з водного поло на літніх Олімпійських іграх 2016, гра A7
Шаблон:Чоловічий турнір з водного поло на літніх Олімпійських іграх 2016, гра A11
Шаблон:Чоловічий турнір з водного поло на літніх Олімпійських іграх 2016, гра A14

### Жіночий турнір
Склад команди
Шаблон:Склад жіночої збірної Австралії з водного поло на літніх Олімпійських іграх 2016
Груповий етап
Шаблон:Підсумкова таблиця в групі A жіночого турніру з водного поло на літніх Олімпійських іграх 2016
Шаблон:Жіночий турнір з водного поло на літніх Олімпійських іграх 2016, гра A1
Шаблон:Жіночий турнір з водного поло на літніх Олімпійських іграх 2016, гра A3
Шаблон:Жіночий турнір з водного поло на літніх Олімпійських іграх 2016, гра A6
Чвертьфінал
Шаблон:Жіночий турнір з водного поло на літніх Олімпійських іграх 2016, гра C2
Classification semifinal (5–8)
Шаблон:Жіночий турнір з водного поло на літніх Олімпійських іграх 2016, гра D1
Fifth place match
Шаблон:Жіночий турнір з водного поло на літніх Олімпійських іграх 2016, гра E2

## Важка атлетика
| Спортсмен       | Категорія           | Ривок     | Ривок | Поштовх   | Поштовх | Загалом | Місце |
| Спортсмен       | Категорія           | Результат | Місце | Результат | Місце   | Загалом | Місце |
| --------------- | ------------------- | --------- | ----- | --------- | ------- | ------- | ----- |
| Семпліс Райбуам | до 94 кг (чоловіки) | 155       | 12    | 185       | 13      | 340     | 13    |
| Тіа-Клер Тумі   | до 58 кг (жінки)    | 82        | 15    | 107       | 13      | 189     | 14    |

## Боротьба
Легенда:
- VT – Перемога на туше.
- VB – Перемога за травмою суперника.
- PP – Перемога за очками – з технічними очками в того, хто програв.
- PO – Перемога за очками – без технічних очок в того, хто програв.
- ST – Перемога за явної переваги – різниця в очках становить принаймні 8 (греко-римська боротьба) або 10 (вільна боротьба) очок, без технічних очок у того, хто програв.

Чоловіки
| Спортсмен      | Категорія | Кваліфікація            | 1/8 фіналу         | Чвертьфінал        | Півфінал           | Втішний поєдинок 1 | Втішний поєдинок 2 | Фінал / БМ         | Фінал / БМ |
| Спортсмен      | Категорія | Суперник Результат      | Суперник Результат | Суперник Результат | Суперник Результат | Суперник Результат | Суперник Результат | Суперник Результат | Місце      |
| -------------- | --------- | ----------------------- | ------------------ | ------------------ | ------------------ | ------------------ | ------------------ | ------------------ | ---------- |
| Сагіт Призрені | до 65 кг  | Катаї (CHN) L 1–3 PP    | Завершив виступ    | Завершив виступ    | Завершив виступ    | Завершив виступ    | Завершив виступ    | Завершив виступ    | 19         |
| Талгат Ільясов | до 74 кг  | Такатані (JPN) L 0–5 VB | Завершив виступ    | Завершив виступ    | Завершив виступ    | Завершив виступ    | Завершив виступ    | Завершив виступ    | 17         |

Греко-римська боротьба
| Спортсмен  | Категорія | Кваліфікація       | 1/8 фіналу           | Чвертьфінал        | Півфінал           | Втішний поєдинок 1 | Втішний поєдинок 2 | Фінал / БМ         | Фінал / БМ |
| Спортсмен  | Категорія | Суперник Результат | Суперник Результат   | Суперник Результат | Суперник Результат | Суперник Результат | Суперник Результат | Суперник Результат | Місце      |
| ---------- | --------- | ------------------ | -------------------- | ------------------ | ------------------ | ------------------ | ------------------ | ------------------ | ---------- |
| Іван Попов | до 130 кг | Bye                | Еурен (SWE) L 0–5 VT | Завершив виступ    | Завершив виступ    | Завершив виступ    | Завершив виступ    | Завершив виступ    | 17         |